# Cercle funéraire A
Le cercle funéraire A (en grec moderne : Ταφικός περίβολος A') est un cimetière royal du XVIe siècle av. J.-C. situé au sud de la porte des Lionnes, l'entrée principale de la citadelle de l'âge du bronze de Mycènes, dans le sud de la Grèce. Ce complexe funéraire est initialement construit à l'extérieur des murs de Mycènes et finalement enfermé dans l'acropole lorsque la fortification est agrandie au XIIIe siècle av. J.-C.. Le cercle funéraire A et le cercle funéraire B, trouvé à l'extérieur des murs de Mycènes, représentent l'une des caractéristiques importantes de la première phase de la civilisation mycénienne.
Le cercle du site a un diamètre de 27,5 m et contient six tombes à fosse. La plus grande des tombes à fosse mesure environ 6,5 m de longueur et environ 4,1 m de largeur. Un total de dix-neuf corps d'hommes, de femmes et d'enfants sont enterrés ici, avec deux à cinq corps par fosse. Il est possible qu'un monticule ait été érigé sur chaque tombe, ainsi que des stèles funéraires. Parmi les offrandes funéraires trouvées figuraient une série de masques mortuaires en or, des ensembles complets d'armes, des bâtons ornés, des bijoux en or, ainsi que des coupes en or et en argent. Les offrandes funéraires trouvées ici sont plus précieuses que celles du cercle funéraire B. Il est estimé que le cercle A contenait environ 15 kilos d'or au total (pas tous de haute pureté), quantité considérable, mais beaucoup moins que dans le seul sarcophage intérieur de Toutânkhamon.
Le site a été fouillé par l'archéologue Heinrich Schliemann en 1876, sur la base des descriptions d'Homère et de Pausanias. L'un des cinq masques mortuaires en or qu'il y a exhumés est désormais connu sous le nom du masque d'Agamemnon, roi de Mycènes dans la mythologie grecque. Cependant, il est prouvé que les sépultures sont datées d'environ trois siècles avant qu'Agamemnon ne soit censé avoir vécu.
Les précieuses offrandes funéraires découvertes dans les tombes suggèrent que des chefs puissants ont été inhumés dans ce site. Bien qu'Agamemnon soit censé avoir vécu des siècles plus tard, ces tombes pourraient avoir appartenu à l'ancienne dynastie régnante de Mycènes - dans la mythologie grecque, les Perséides. Dans la mythologie grecque ultérieure, Mycènes a connu une période où régnaient deux rois, et les archéologues supposent que ces doubles tombes pourraient correspondre aux deux rois régnant concurremment.

## Contexte

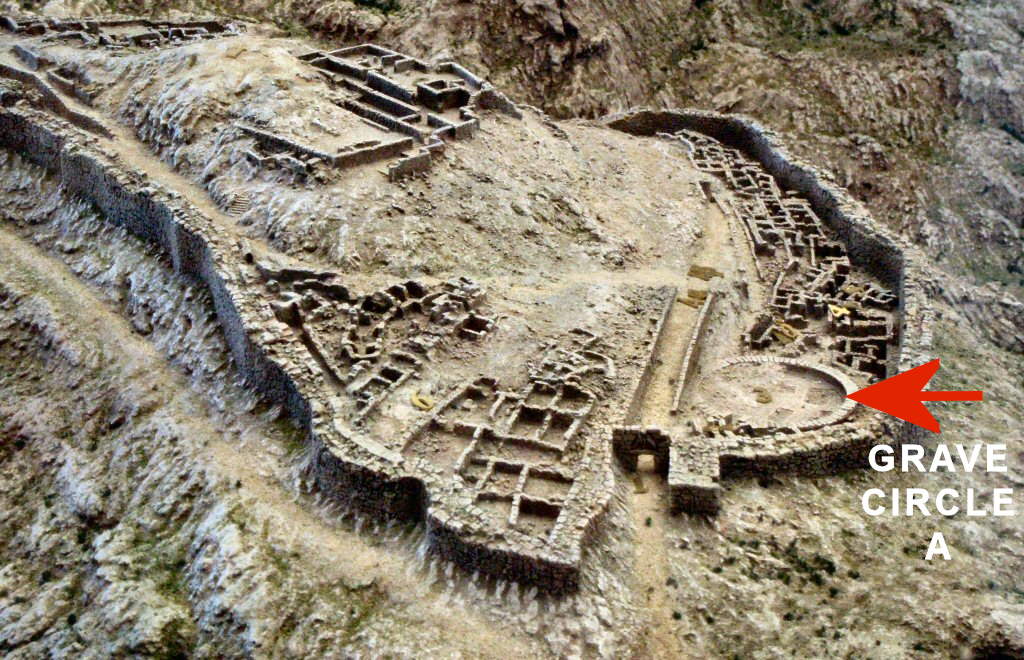
Modèle de Mycènes. Le cercle funéraire A est situé à droite après l'entrée principale de la porte des Lions.

À la fin du 3e millénaire avant J.C., les populations grecques vivent une transition culturelle au contact des régions de l'Asie Mineure, les Cyclades, l'Albanie et la Dalmatie. Les hauts personnages de l'âge du bronze sont équipés de chevaux, s'entourent de produits de luxe et construisent des tombes à fosse élaborées. L'acropole de Mycènes, l'un des principaux centres de la culture mycénienne, située en Argolide, au nord-est du Péloponnèse, est construite sur une colline défensive à une altitude de 128 m et couvre une superficie de 30 000 m2. Ces tombes trouvées à Mycènes sont des indicateurs de l'élévation d'une dynastie royale locale de langue grecque dont la puissance économique dépend du commerce maritime à longue distance,.

## Histoire
Les tombes à fosse mycéniennes sont essentiellement une variante argienne de la tradition funéraire helladique moyenne avec des caractéristiques dérivées du début de l'âge du bronze développées localement en Grèce continentale. Le cercle funéraire A, formé vers 1600 avant J.C., semble être la continuation du cercle B, plus ancien. Le site fait partie d'un site funéraire plus important de la période helladique moyenne. Au cours de la fin de l'ère helladique (1600 av. J.-C.), un palais non fortifié pourrait avoir été construit à Mycènes, tandis que les tombes de la famille régnante mycénienne restent à l'extérieur des murs de la ville. Il n'y a aucune preuve d'un mur circulaire autour du site pendant la période des enterrements. La dernière inhumation a eu lieu vers 1500 av J.C..
Immédiatement après la dernière inhumation, les souverains locaux abandonnent les fosses funéraires au profit d'une forme nouvelle et plus imposante de sépulture se développant déjà en Messénie, au sud du Péloponnèse, la tholos. Vers 1250 av. J.-C., lorsque les fortifications de Mycènes s'aggrandissent, le cercle des tombes est inclus à l'intérieur du nouveau mur. Un mur de péribole à double anneau est construit autour de la zone. Il semble que le site devienne un temenos (enceinte sacrée), tandis qu'une construction circulaire, peut-être un autel, est trouvée au-dessus d'une tombe. Le lieu de sépulture est réaménagé en monument, une tentative des dirigeants mycéniens du XIIIe siècle av. J.-C. de s'approprier le possible passé héroïque de l'ancienne dynastie régnante. Dans ce contexte, le terrain est construit pour créer une enceinte pour les cérémonies et l'érection de stèles. Une nouvelle entrée, la porte des Lionnes, est construite à proximité du site.

## Trouvailles
Le cercle funéraire A, d'un diamètre de 27,5 m, est situé sur l'acropole de Mycènes au sud-est de la porte des Lionnes. Le cercle funéraire contient six tombes, dont la plus petite mesure 3 m sur 3,5 m et la plus grande mesure 4,50 m sur 6,40 m (la profondeur de chaque fosse varie de 1 m à 4 m). Au-dessus de chaque tombe se trouvent un monticule et des stèles. Ces stèles sont probablement érigées à la mémoire des souverains mycéniens enterrés là-bas ; trois d'entre elles représentent des scènes de char.
Au total, dix-neuf corps – huit hommes, neuf femmes et deux enfants – sont retrouvés dans les fosses. Les fosses contiennent de deux à cinq corps chacune, à l'exception de la tombe II, qui est une sépulture unique. Entre les tombes IV et V, cinq masques dorés sont mis au jour, dont le masque d'Agamemnon découvert dans la tombe V. Des défenses de sangliers sont retrouvées dans la tombe IV. De plus, des coupes en or (dont la célèbre « coupe de Nestor ») et en argent sont découvertes, ainsi que plusieurs bagues, boutons et bracelets en or. La plupart des tombes sont équipées d'ensembles complets d'armes, en particulier d'épées et les représentations figuratives des objets montrent des scènes de combat et de chasse. Le sexe des personnes enterrées ici est distingué en fonction des objets funéraires avec lesquels ils sont enterrés. Les hommes sont retrouvés avec des armes tandis que les femmes avec des bijoux.

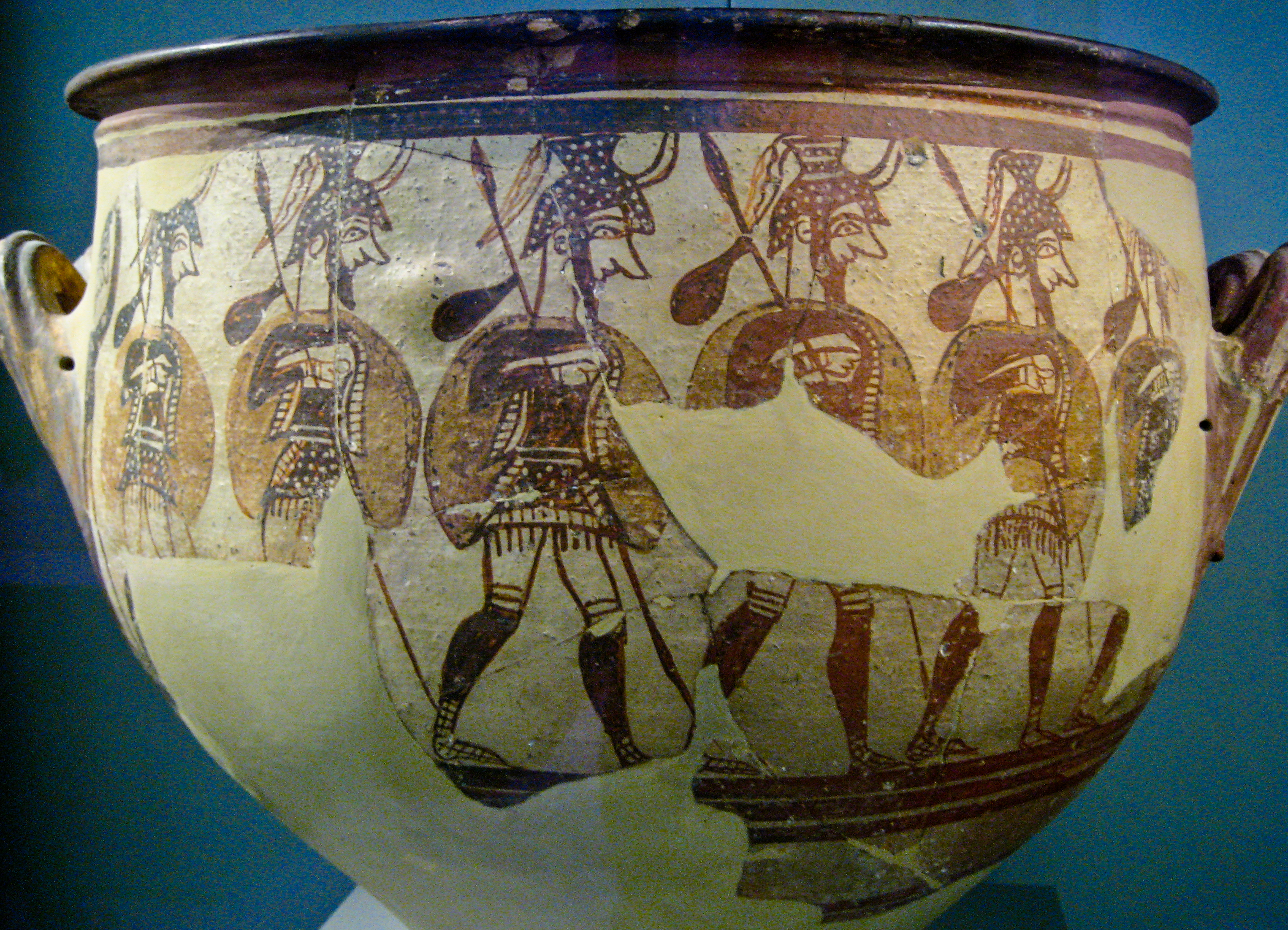
Vase des Guerriers. Cratère figurant des guerriers partant en campagne, armés de boucliers, casques, lances, armures courtes. Mycènes, secteur du cercle A des tombes, vers -1200.

De nombreux objets désignent le rang social du défunt, par exemple les poignards décorés, qui sont des objets d'art et ne peuvent être considérés comme de véritables armes. Des bâtons ornés, ainsi qu'un sceptre de la tombe IV, indiquent clairement un statut très significatif du défunt. Des objets tels que des têtes de taureaux avec une double hache affichent des influences minoennes claires. Au moment de la construction du cercle funéraire, les Mycéniens n'ont pas encore conquis la Crète minoenne. Il semble qu'ils reconnaissent les Minoens comme les fournisseurs du meilleur design et de l'artisanat puisque la plupart des objets enterrés dans le cercle funéraire A sont décorés dans le style minoen. En revanche, des motifs spécifiques tels que des scènes de combat et de chasse sont clairement de style mycénien. La combinaison de produits de luxe trouvés sur ce site représente de nombreuses sociétés d'époques différentes. Cela signifie que les pays utilisent la technologie de base d'une société et la modifient pour l'adapter à l'image de leur société.

## Fouilles
Le site de Mycènes est le premier en Grèce à faire l'objet d'une fouille archéologique moderne. L'archéologue allemand Heinrich Schliemann le fouille en 1876. Schliemann, inspiré par les descriptions d'Homère dans l'Iliade qui évoque Mycènes comme gorgée d'or, y commence la prospection. Il suivait également les récits de l'ancien géographe Pausanias qui décrit le site autrefois prospère et le mentionne selon une tradition locale au IIe siècle apr. J.-C. La tombe d'Agamemnon comprend ses partisans, son aurige Eurymédon et les deux enfants de Cassandre, tous enterrés dans la citadelle. Ce que Schliemann découvre dans ses fouilles confirme à la fois son opinion sur l'exactitude historique d'Homère et sa quête de trésors précieux. Schliemann a dégagé cinq fosses et les identifie comme les tombes mentionnées par Pausanias. Il s'arrête après la fouille de la cinquième sépulture, croyant qu'il a fini d'explorer le cercle des tombes. Une sixième tombe est cependant découverte un an plus tard par Panayótis Stamatákis.
Depuis, il a été démontré que les sépultures du cercle A datent du XVIe siècle av. J.-C., avant la guerre de Troie (XIIIe–XIIe siècle av. J.-C.), à laquelle Agamemnon est censé avoir participé.

## Description

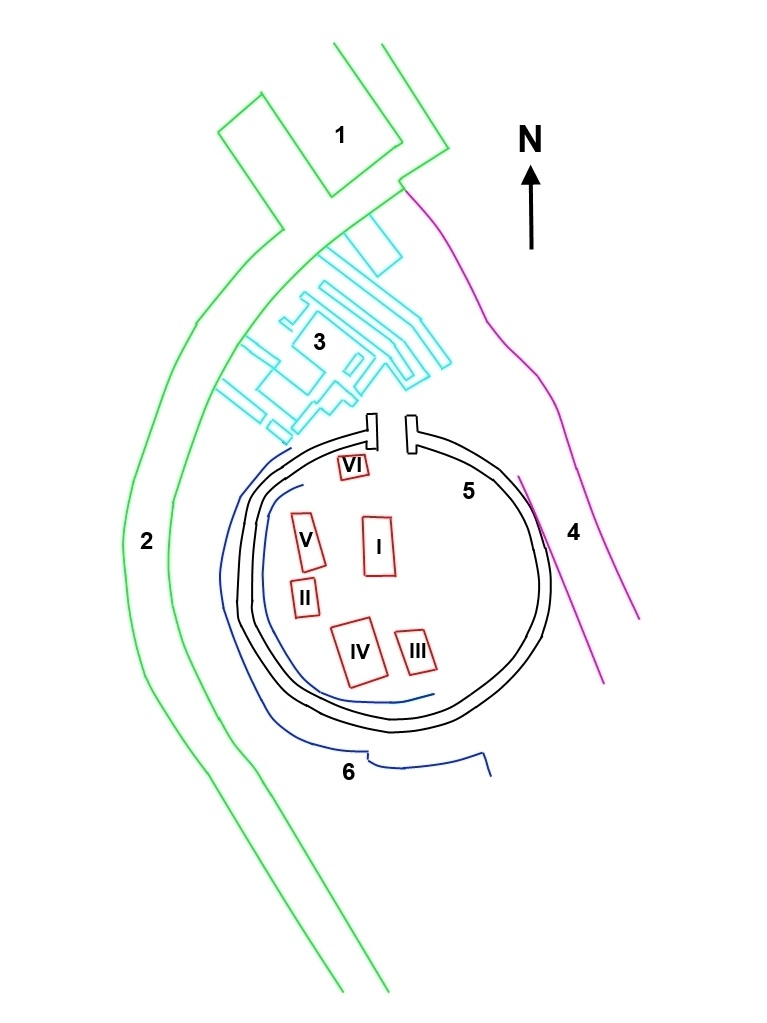
Plan du cercle A des tombes. 1. Porte des Lionnes ; 2. Mur cyclopéen ; 3. Grenier ; 4. Rampe d'accès ; 5. Cercle funéraire A ; 6. Mur de protection. I à VI : tombes I à VI.

Le cercle funéraire A se trouve à environ 20 mètres au sud en contrebas de la porte des Lionnes et des murailles de la citadelle de Mycènes. Il s'agit d'un double plateau circulaire, d'un diamètre d'environ 28 mètres, dont l'entrée se trouve au nord. À l'intérieur de cercle funéraire ont été découvertes six tombes à puits, dans lesquelles un total de 19 individus (9 hommes, 8 femmes, 2 enfants) étaient inhumés.

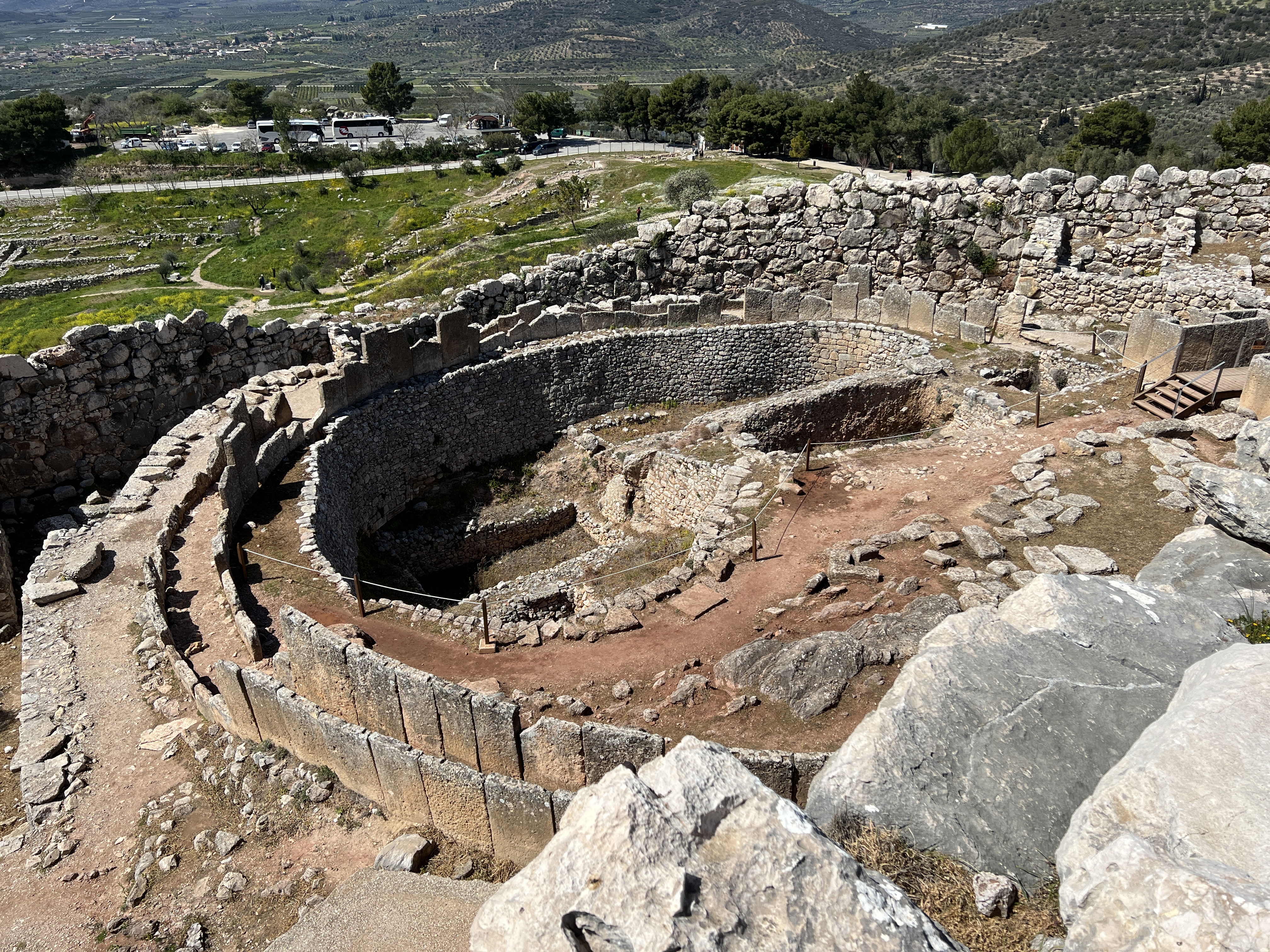
Citadelle de Mycènes. Vue d'ensemble du cercle A.

L'extraordinaire richesse des objets funéraires découverts dans les tombes a tout de suite laissé supposer qu'il s'agissait des tombes de la famille régnante du moment. Ces objets sont désormais exposés au Musée national archéologique d'Athènes.
Heinrich Schliemann pensait voir des signes de crémation dans les tombes : aujourd'hui, cependant, on suppose qu'il s'agissait d'inhumations et que le charbon trouvé provenait d'holocaustes. Une couche de cailloux recouvrait les sols rocheux des tombes où étaient déposés les corps, tandis qu'une deuxième couche de cailloux les recouvrait. Ces cailloux servaient probablement à drainer l'eau d'infiltration. Le décompte des tombes différait, selon Schliemann ou Stamatakis. Aujourd'hui, le décompte de Panagiotis Stamatakis prévaut.

### Tombe I

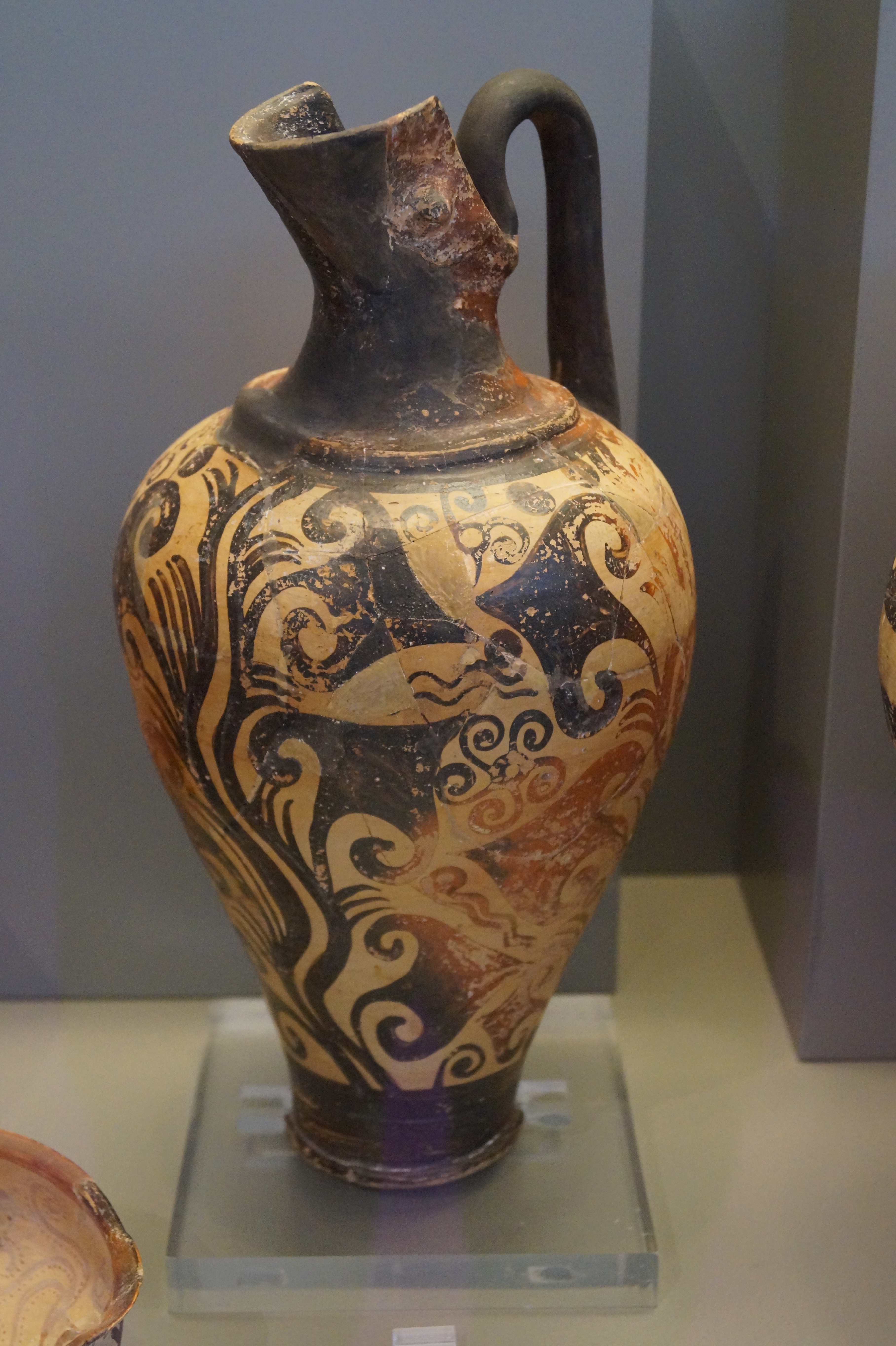
Œnochoé à peinture brillante NAMA 199 (tombe I).

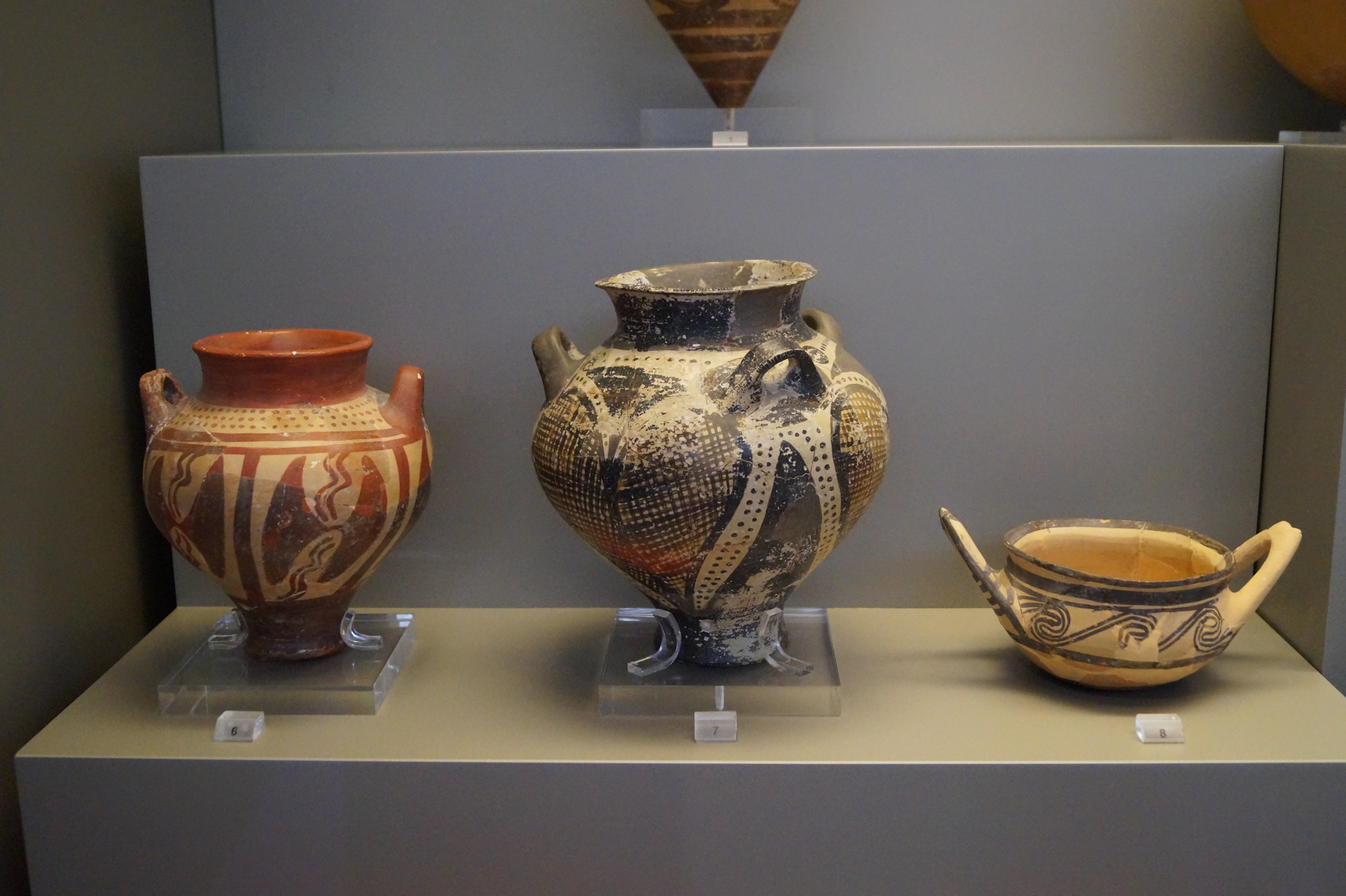
Vases à peinture brillante NAMA 192, 196 ; coupe à peinture mate NAMA 198 (tombe I).

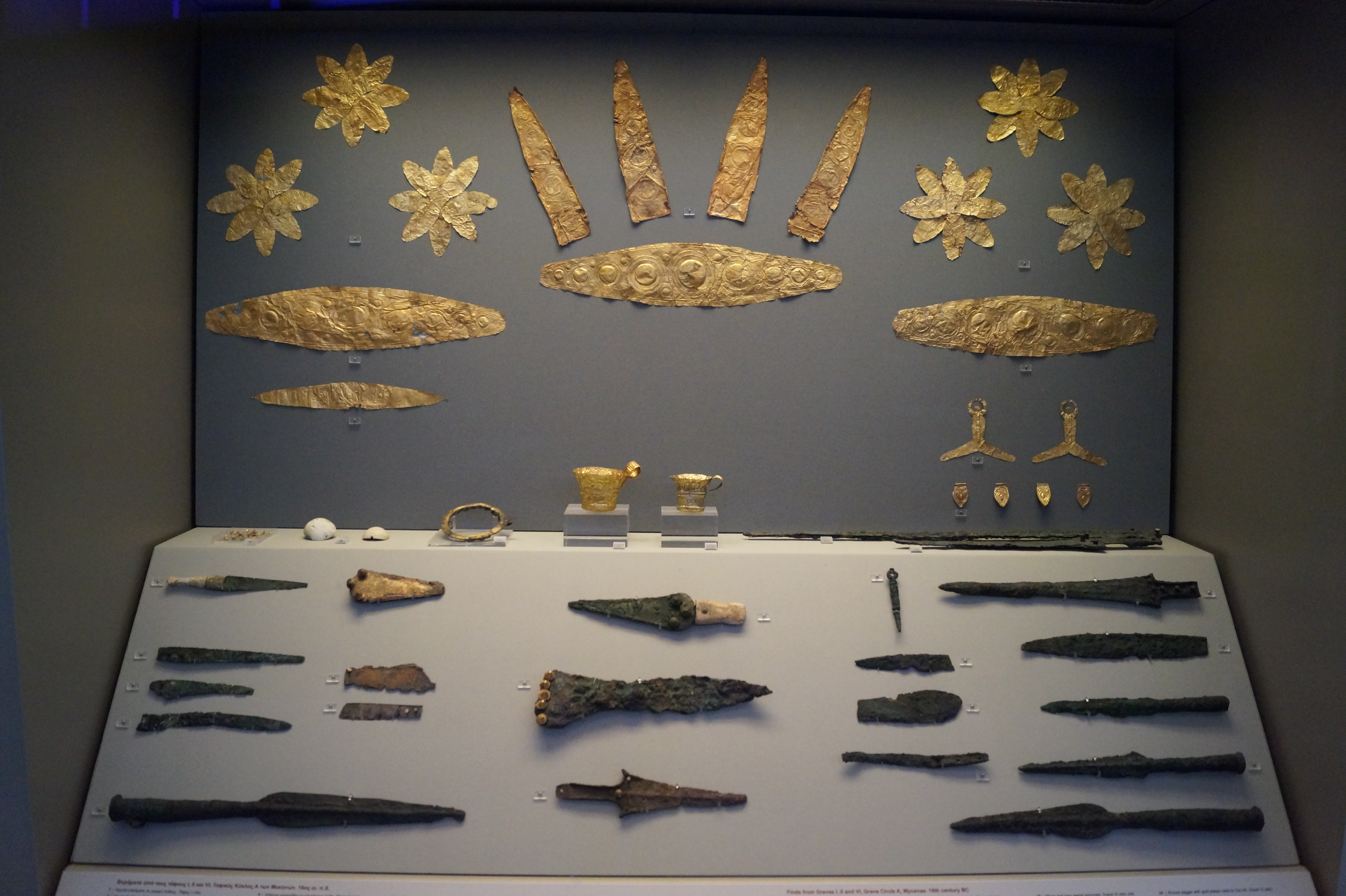
Objets des tombes I, II, et VI.

À l'origine, deux pierres tombales non sculptées étaient placées au-dessus de la tombe I (tombe II selon Schliemann). Au-dessous du niveau de la tombe se trouvaient des fragments de deux autres pierres tombales plus anciennes, également sans sculptures.
La tombe I, presque rectangulaire, mesure environ 5,50 m du nord au sud et 2,80 m d'ouest en est. Elle a été creusée dans la roche depuis le haut et comportait des murs de 1,50 m constitués de pierres brutes empilées sans mortier. Il y avait probablement des poutres sur les murs, surmontées de dalles de pierre qui ont finalement été recouvertes d'argile.
Trois femmes étaient enterrées dans la tombe I, allongées sur le dos, la tête tournée vers l'est et les pieds vers l'ouest. Chacune d'elles portait un diadème d'or. Sur les corps de l'une d'entre elles étaient disposées quatre croix, et sur les deux autres cinq croix, formées de quatre feuilles de laurier en très fine feuille d'or et probablement cousues sur les vêtements.
Parmi les autres objets funéraires se trouvaient un collier composé de manchons en pâte de verre, des curseurs en pâte de verre et en agate, de petits couteaux en obsidienne, des fragments d'un vase en argent doré, un bol en argent avec un manche, deux couteaux de bronze et un récipient en bronze.
En plus de deux idoles féminines à cornes en terre cuite, représentant vraisemblablement la déesse Héra, il y avait des récipients fabriqués à la main, en céramique peinte brillante et mate. Les trouvailles de cette tombe portent les numéros d'inventaire 184 à 213. Schliemann n'a que peu documenté les circonstances de la découverte dans la tombe I, de sorte que l'emplacement de la plupart des objets ne peut être déterminé précisément. Compte tenu de la similitude des objets funéraires, on suppose que les trois défuntes ont été enterrées à peu d'intervalle.

### Tombe II

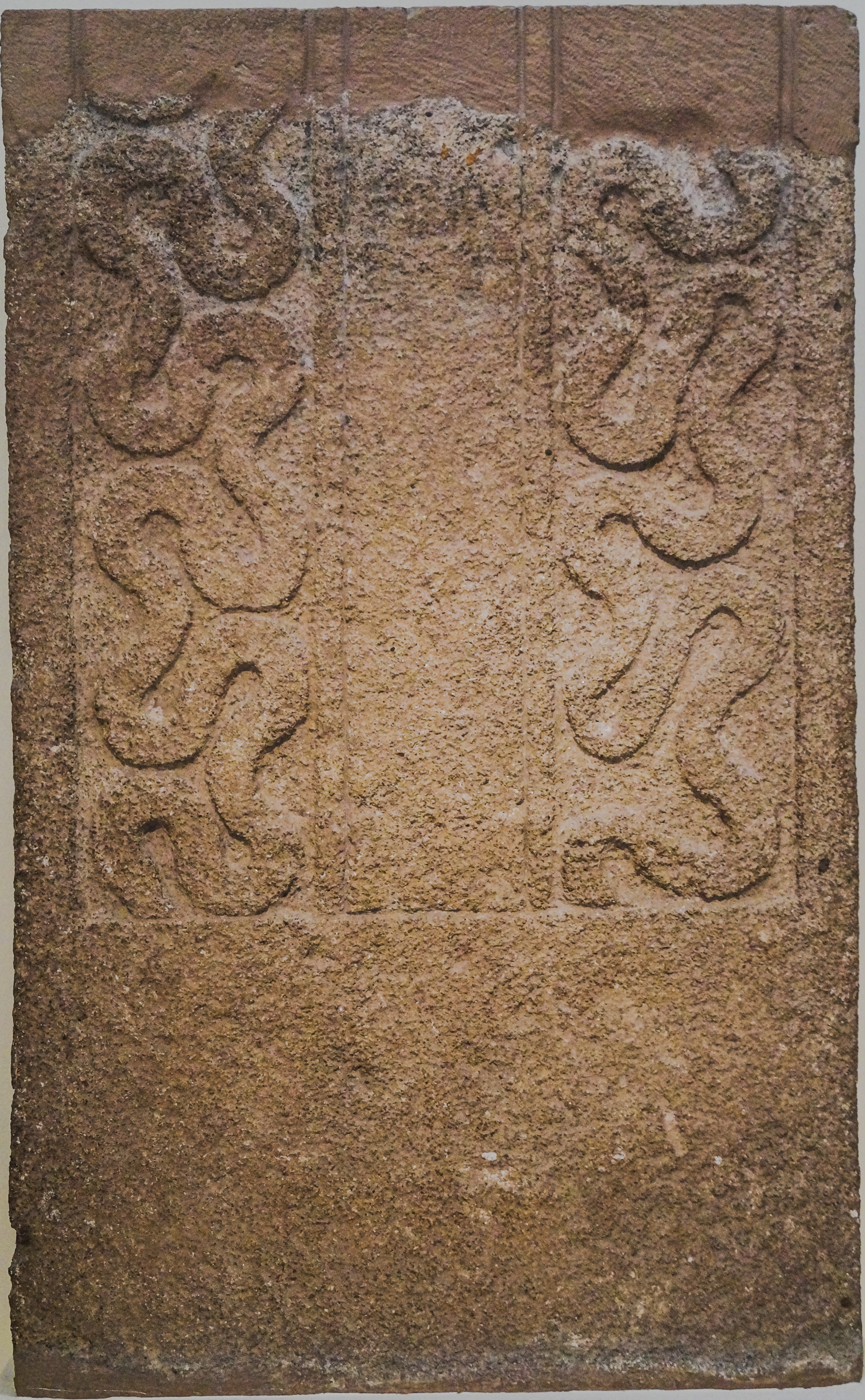
Stèle à décor serpentin NAMA 1430 (tombe II).

Au-dessus de la tombe II (tombe V selon Schliemann) au niveau du cercle A ont été trouvées une stèle funéraires décorée de lignes serpentines (NAMA 1430) et une autre sans décoration. Environ 3 mètres plus en profondeur, Schliemann a trouvé deux autres stèles non décorées.
La tombe, creusée dans la roche, mesurait 3,05 m de long, 2,15 m de large et 0,60 m de profondeur. Des dalles d'ardoise étaient appuyées contre les murs sur les quatre côtés. Un seul homme avait été enterré dans la tombe, la tête tournée vers l'est. Il portait un diadème en or sur la tête, à sa droite se trouvait une pointe de lance, deux épées de bronze et deux couteaux en bronze, et à sa gauche une coupe en or à une seule anse.

### Tombe III

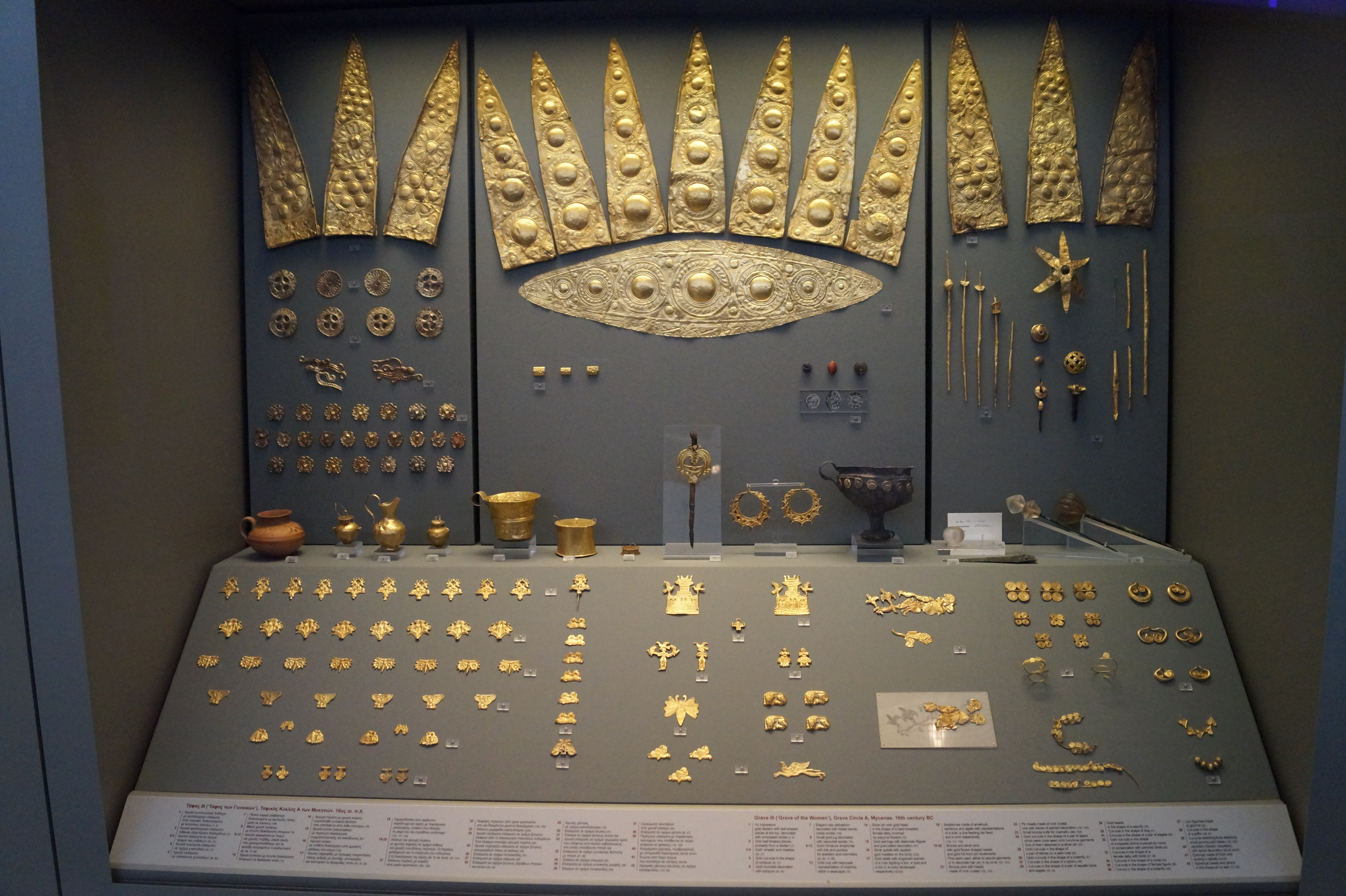
Objets en or de la tombe III.

Sur cette tombe (également tombe III selon Schliemann) se trouvaient deux pierres tombales sans décor. Deux pierres tombales étaient disposées à 0,60 m au-dessous de ce niveau et trois autres pierres tombales à 0,90 m plus bas. La tombe, qui mesure 3,70 m du nord au sud et 2,70 m d'ouest en est, a été creusée dans la roche tendre par le haut et les murs étaient en ardoise et argile. Schliemann a trouvé quatre embouts deprotection en cuivre provenant des poutres situées au-dessus. Au nord de la tombe III se trouvaient deux tombes simples, plus anciennes.

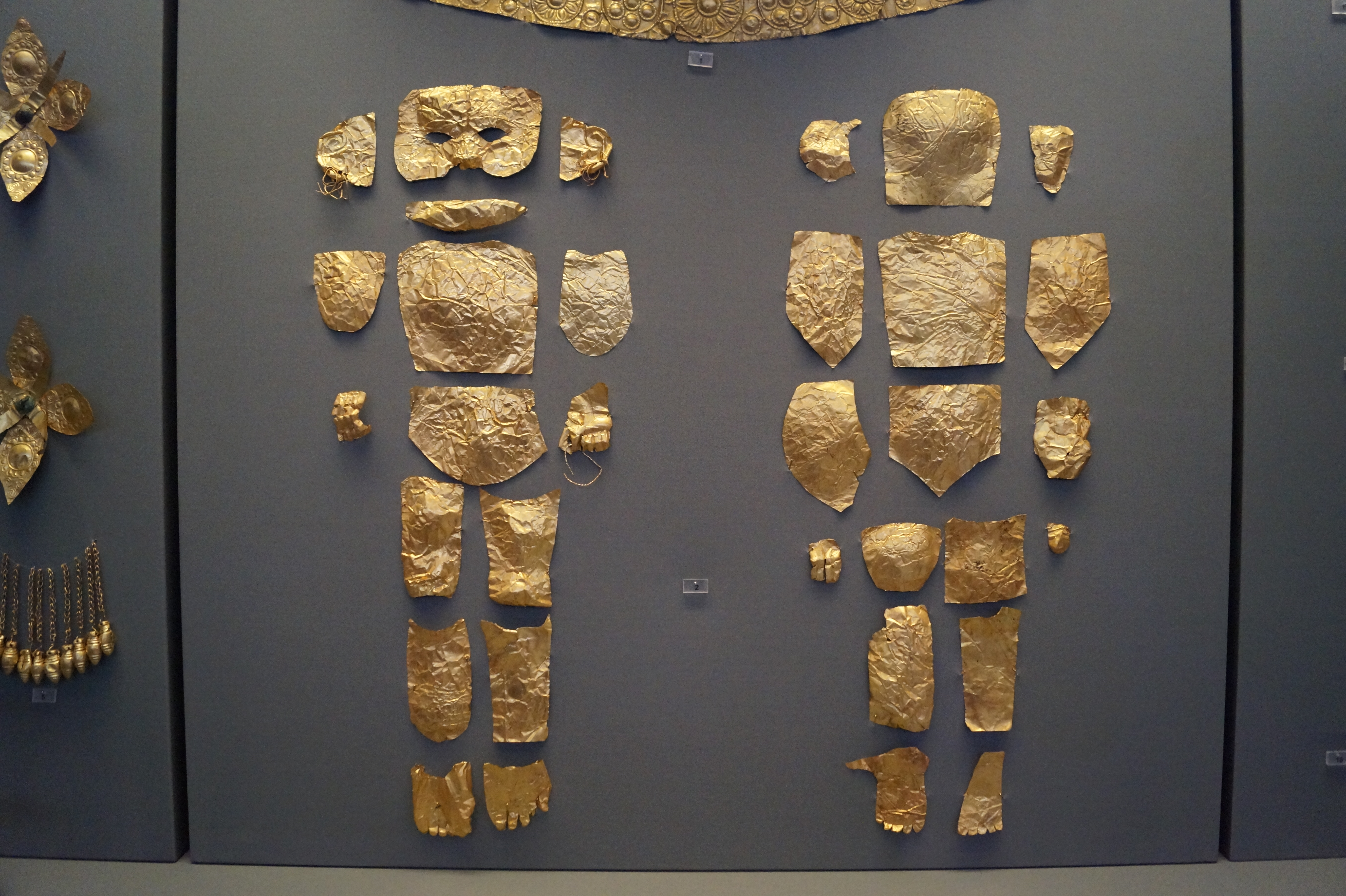
Feuilles d'or destinées à recouvrir des corps d'enfants. Tombe III.

Dans la tombe III, Schliemann a trouvé les restes de trois cadavres, qu'il a identifiés comme étant des femmes, sur la base des os et dents de petite taille, et de bijoux. Ils étaient allongés sur le  sol, la tête tournée vers l'est. Une femme a probablement vécu jusqu'à un âge très avancé, parce que ses dents étaient très usées. La présence de panneaux d'or destinés à recouvrir des corps d'enfants suggère que deux enfants ont également été enterrés dans la tombe III.

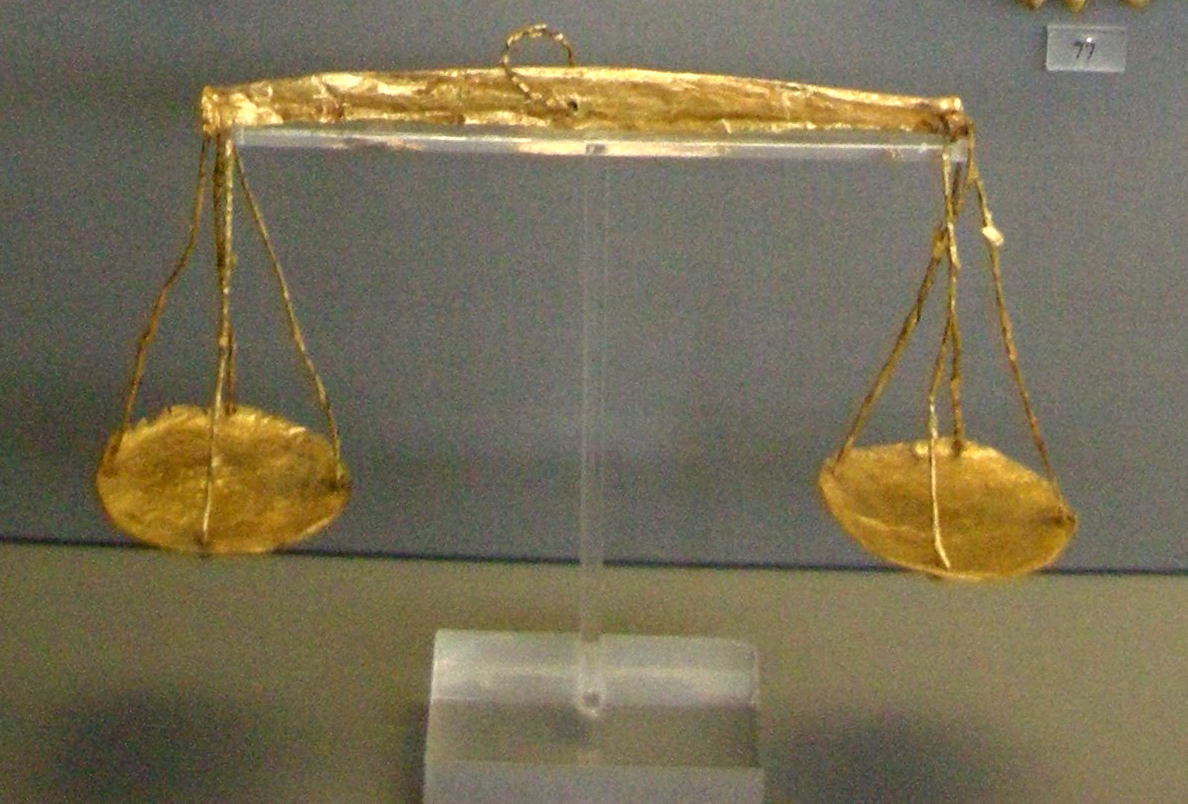
Balance en feuille d'or. Tombe III.

La diversité des découvertes suggère un laps de temps plus long entre le premier et le dernier enterrement. Les objets funéraires étaient très précieux : des colliers en cornaline, améthyste et ambre, des récipients en faïence d'Égypte, trois sceaux de pierre et une variété d'objets en or ont été trouvés, comprenant trois diadèmes, une coupe, une boîte, trois vases, deux balances et 701 feuilles d'or en repoussé.

### Tombe IV

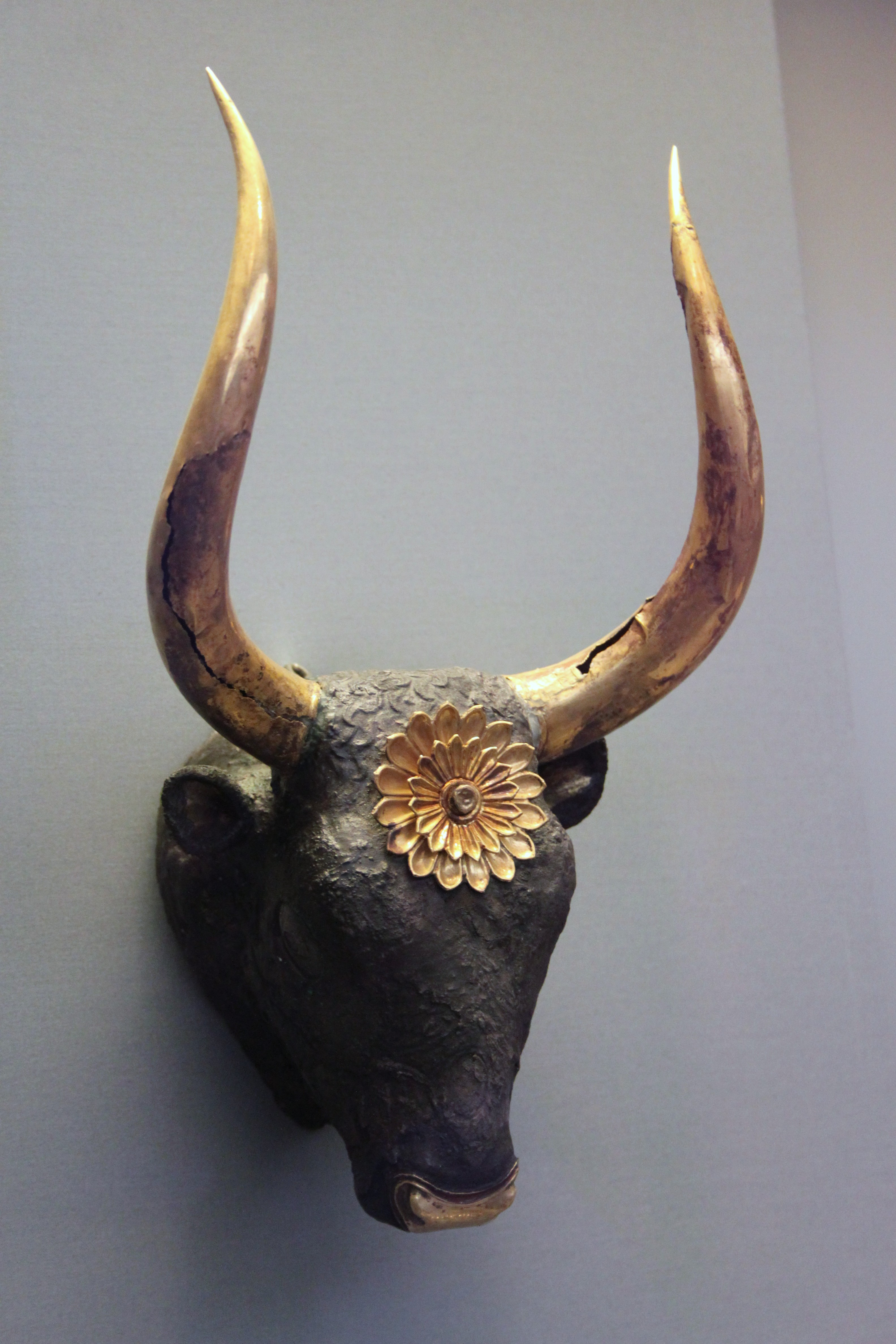
Rhyton en argent en forme de tête de taureau. Les cornes, la rosette frontale, le mufle sont en or. NAMA 384, tombe IV,.

Mesurant 6,55 m sur 4,10 m, la tombe IV (également tombe IV selon Schliemann) est la plus grande tombe du cercle A et celle possédant le mobilier le plus riche. Il n'y avait pas de stèles funéraires au-dessus du cercle A, mais on pense que la plupart des fragments de pierres tombales décorées, comme la stèle funéraire reconstruite Heurtley III, appartenaient à l'origine à cette tombe. Environ 4 mètres plus en profondeur, Schliemann a trouvé un autel, deux stèles non décorées et une colonne. L'autel était ovale, d'un diamètre d'environ 2 m du nord au sud et de 1,60 m d'ouest en est. Il mesurait environ 1,20 m de haut, était construit en maçonnerie cyclopéenne et présentait une ouverture ronde au milieu, ressemblant à un puits. On pense qu’elle servait à vénérer les morts en versant des libations dans l’ouverture. Le tombeau a été creusé dans la roche par le haut et un mur d'ardoise a été construit autour.

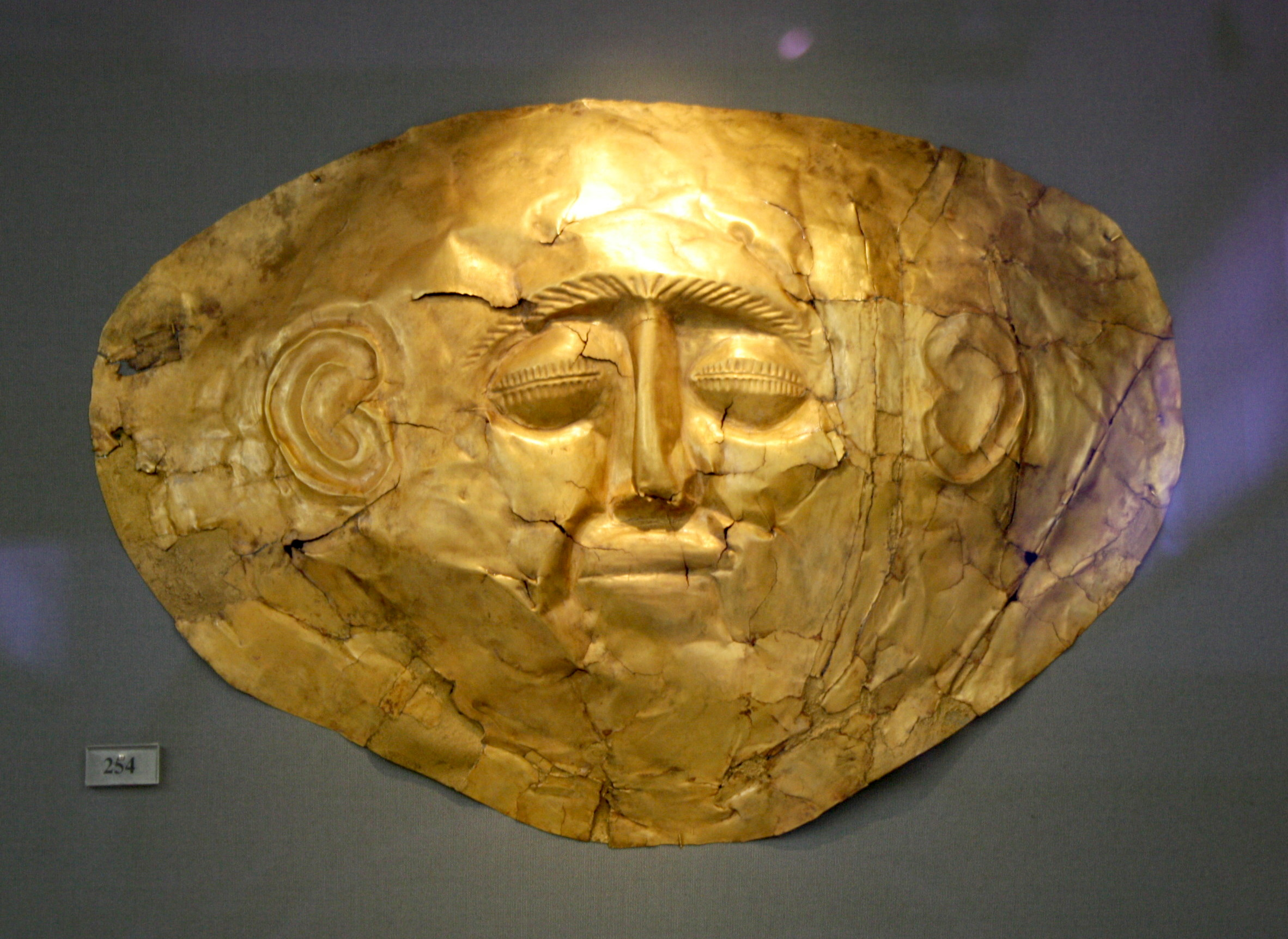
Masque en or, Cercle A, tombe IV, NAMA 253.
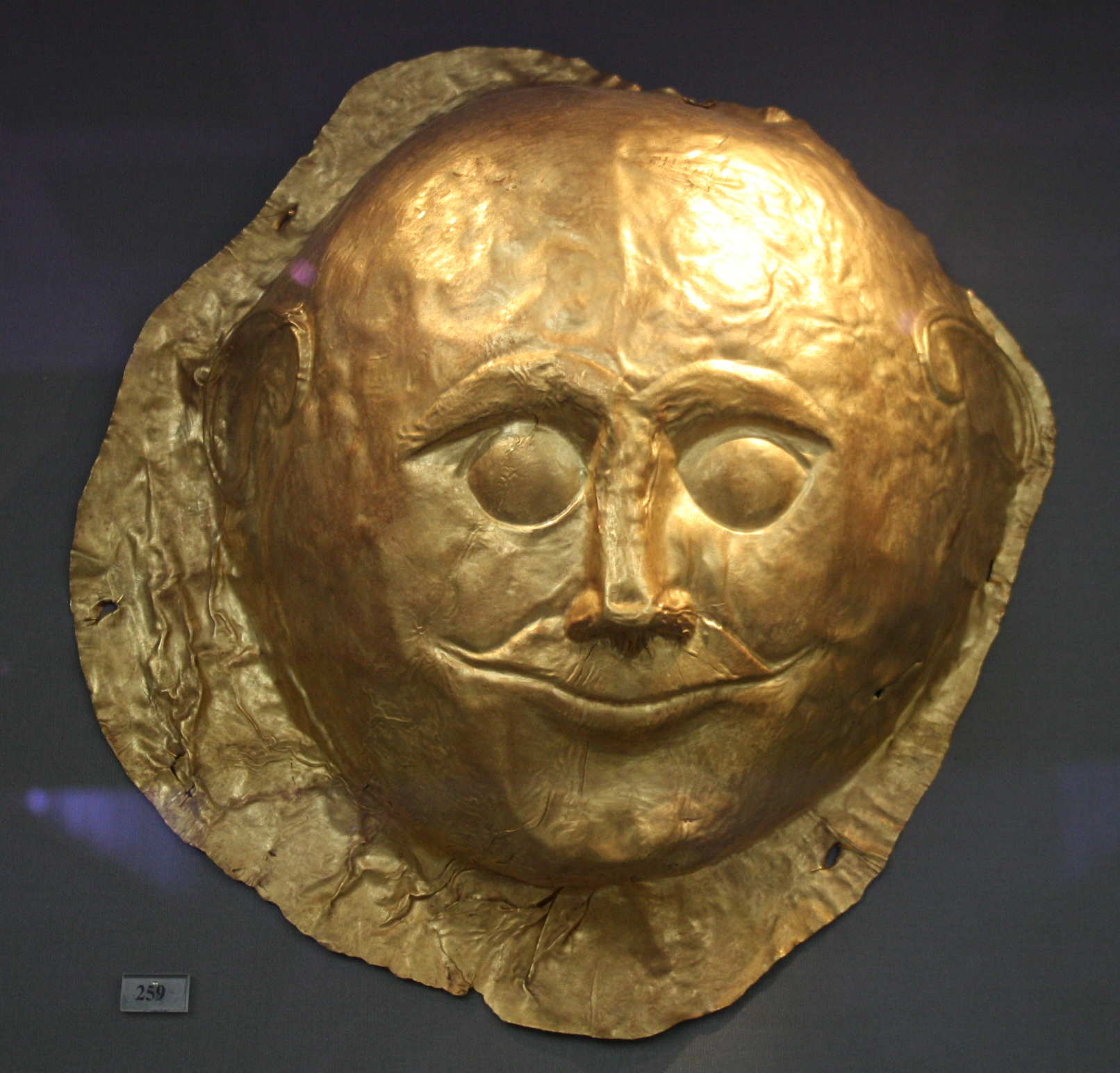
Mycènes, cercle A, tombe IV, NAMA 254.

Cinq personnes étaient inhumées dans cette tombe. Trois des morts, un homme et deux femmes, étaient enterrés la tête tournée vers l'est. Deux hommes gisaient, probablement pour des raisons d'espace disponible, dans la partie nord de la tombe, la tête tournée vers le nord. Les corps des hommes étaient recouverts de masques et de cuirasses en or. D'autres découvertes importantes étaient la coupe dite de Nestor, un rhyton en argent en forme de tête de taureau avec des cornes dorées, un rhyton en or en forme de tête de lion et deux chevalières en or. Une des chevalières représente deux hommes sur un char chassant un cerf, l'autre montre une scène de bataille. D'autres ajouts comprenaient 20 épées de bronze, plusieurs fers de lance en bronze, des récipients et des coupes en or, des nœuds sacrés en faïence, un rhyton en forme de cerf fait d'un alliage d'argent et de plomb et un récipient en marbre. Pour la tombe IV, on suppose que les enterrements se sont déroulés sur une période plus longue.

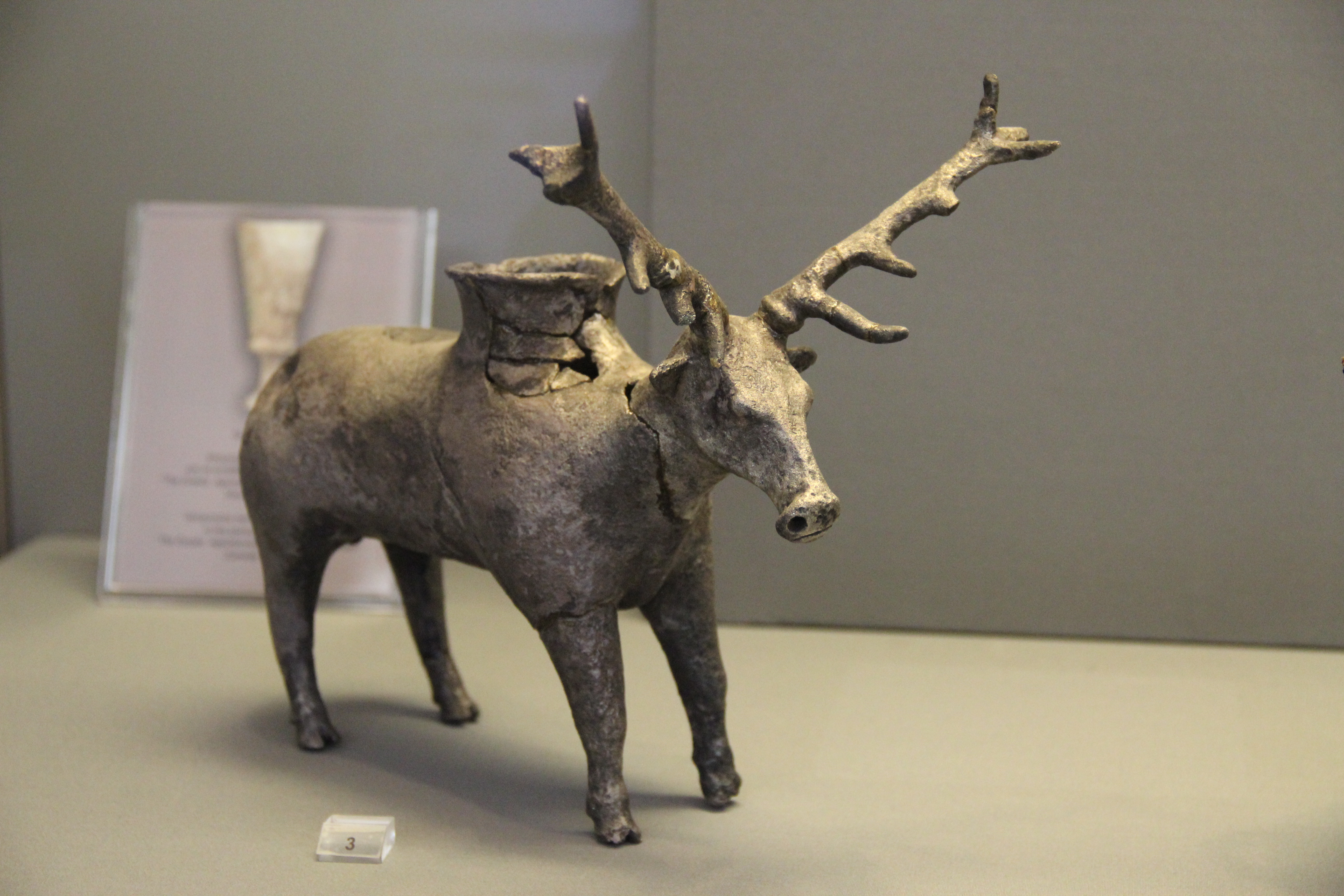
Rhyton en forme de cerf, en alliage d'argent et de plomb. Cercle A.
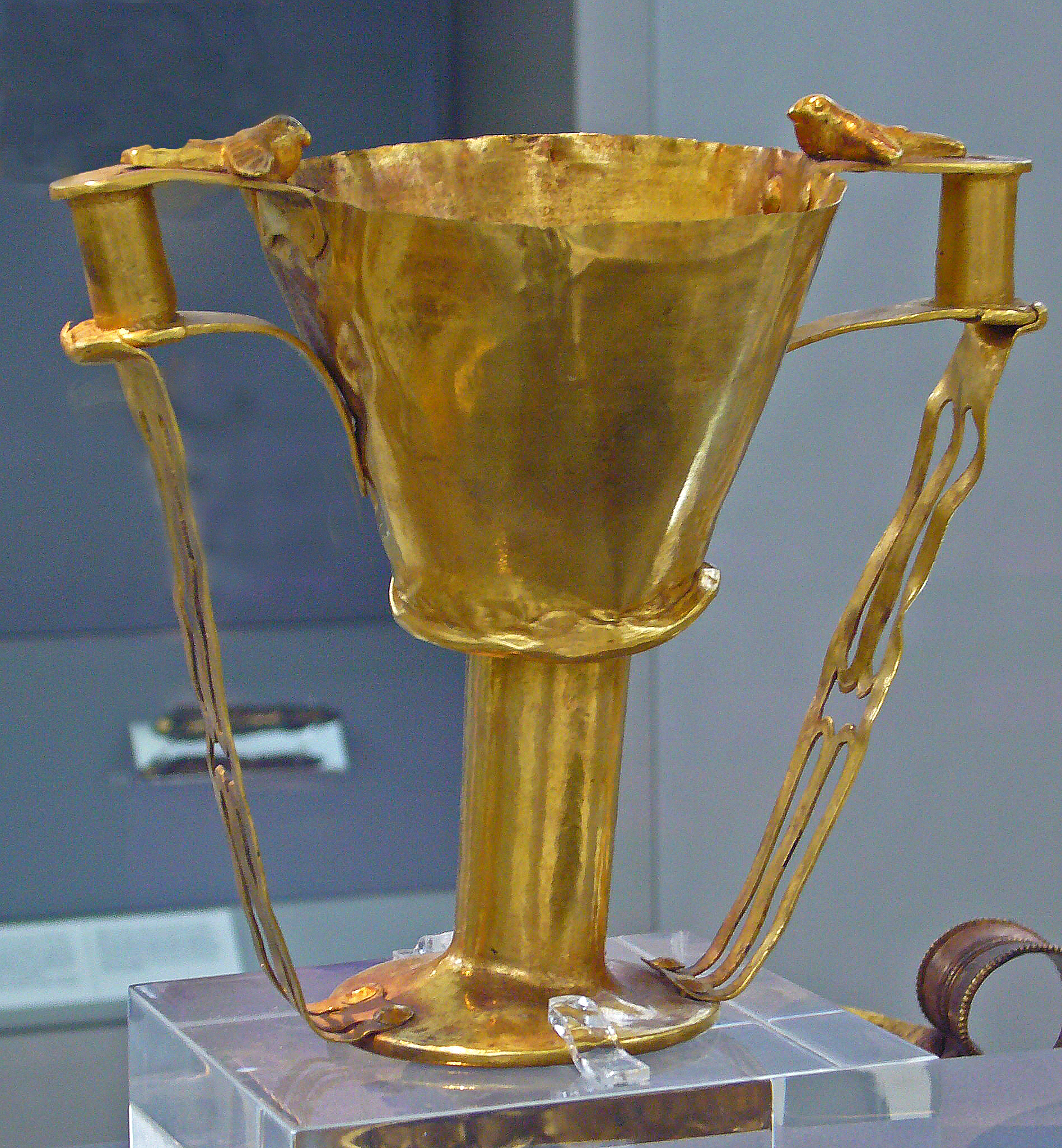
Coupe de Nestor (Mycènes), identifiée par Schliemann comme la « coupe de Nestor » décrite dans l'Iliade. Cercle A, tombe IV, NAMA 412, XVe siècle av. J.-C.
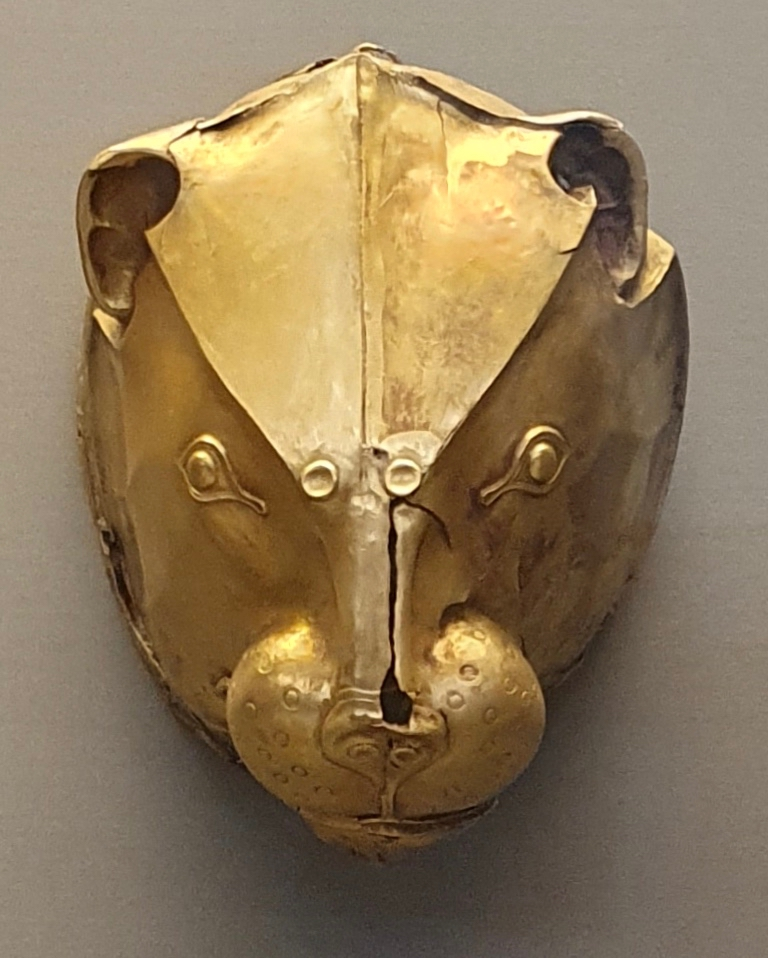
Rhyton en or à tête de lion (el). Tombe IV, NAMA 273, XVIe siècle av. J.-C.

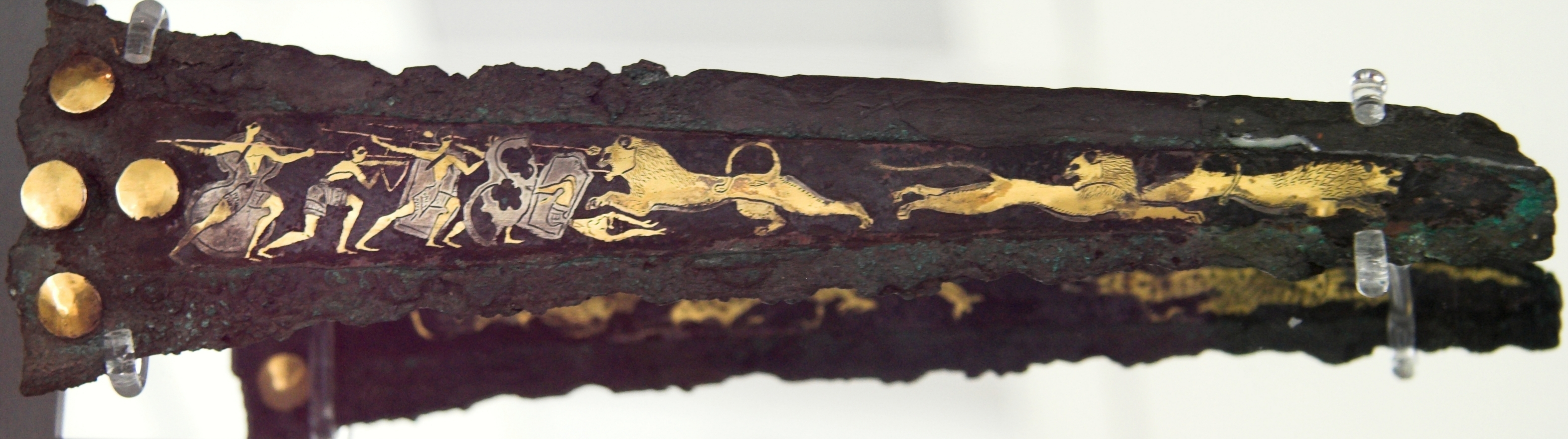
. Incrustations d'or, électrum et nielle, NAMA 394, tombe IV.

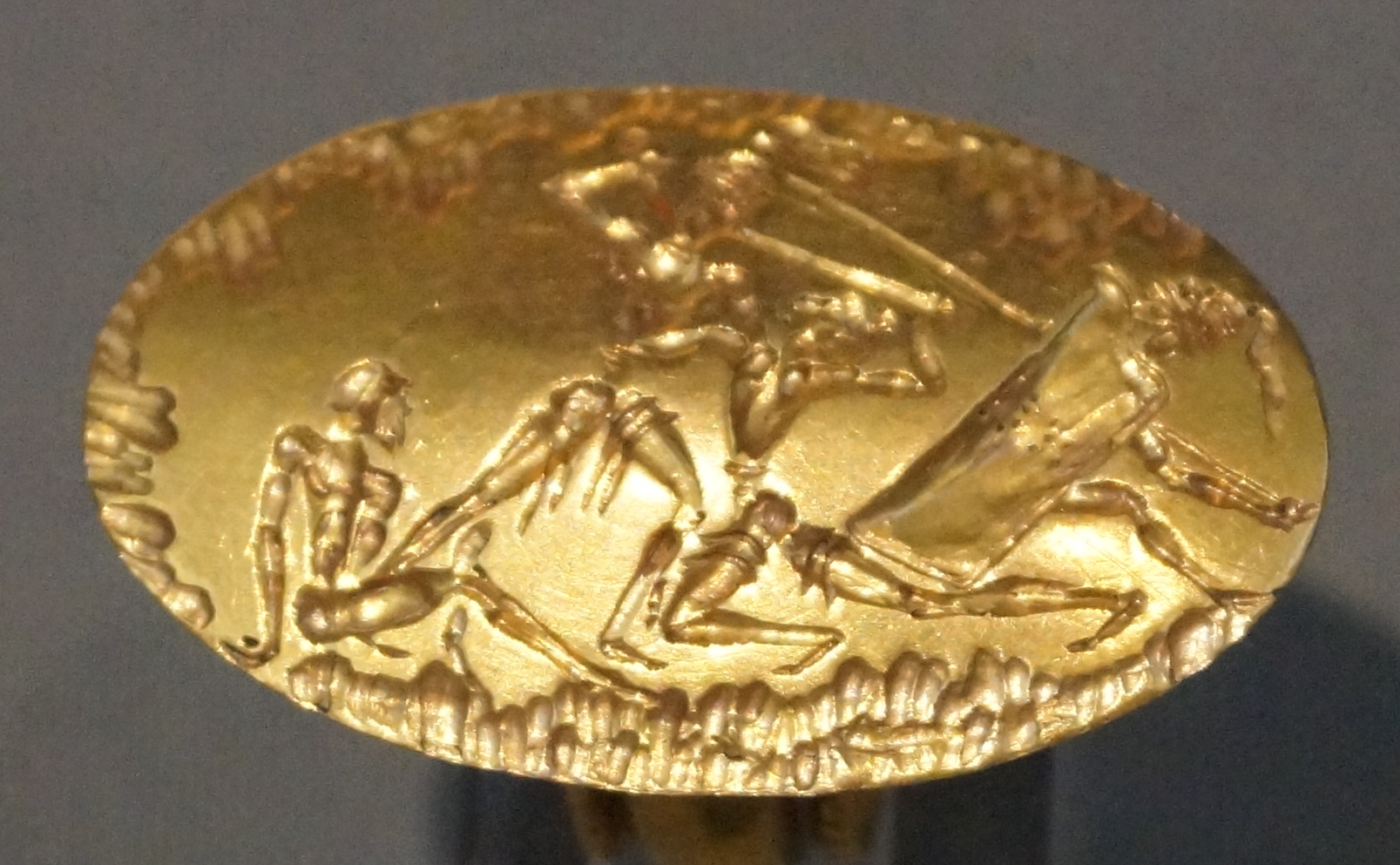
Bague-sceau en or avec combat armé.
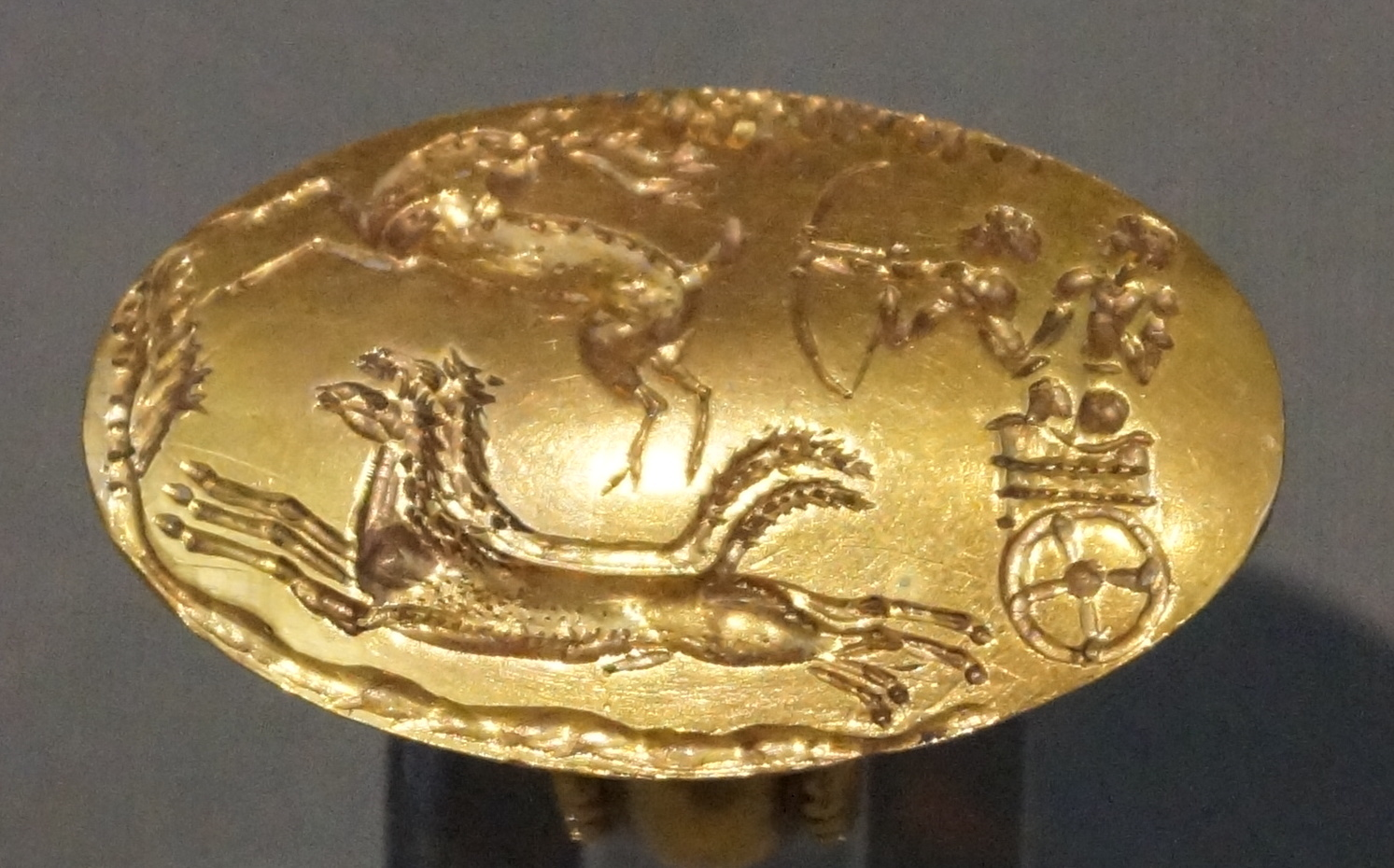
Bague-sceau en or avec char de combat, tombe IV, XVIe siècle av. J.-C.
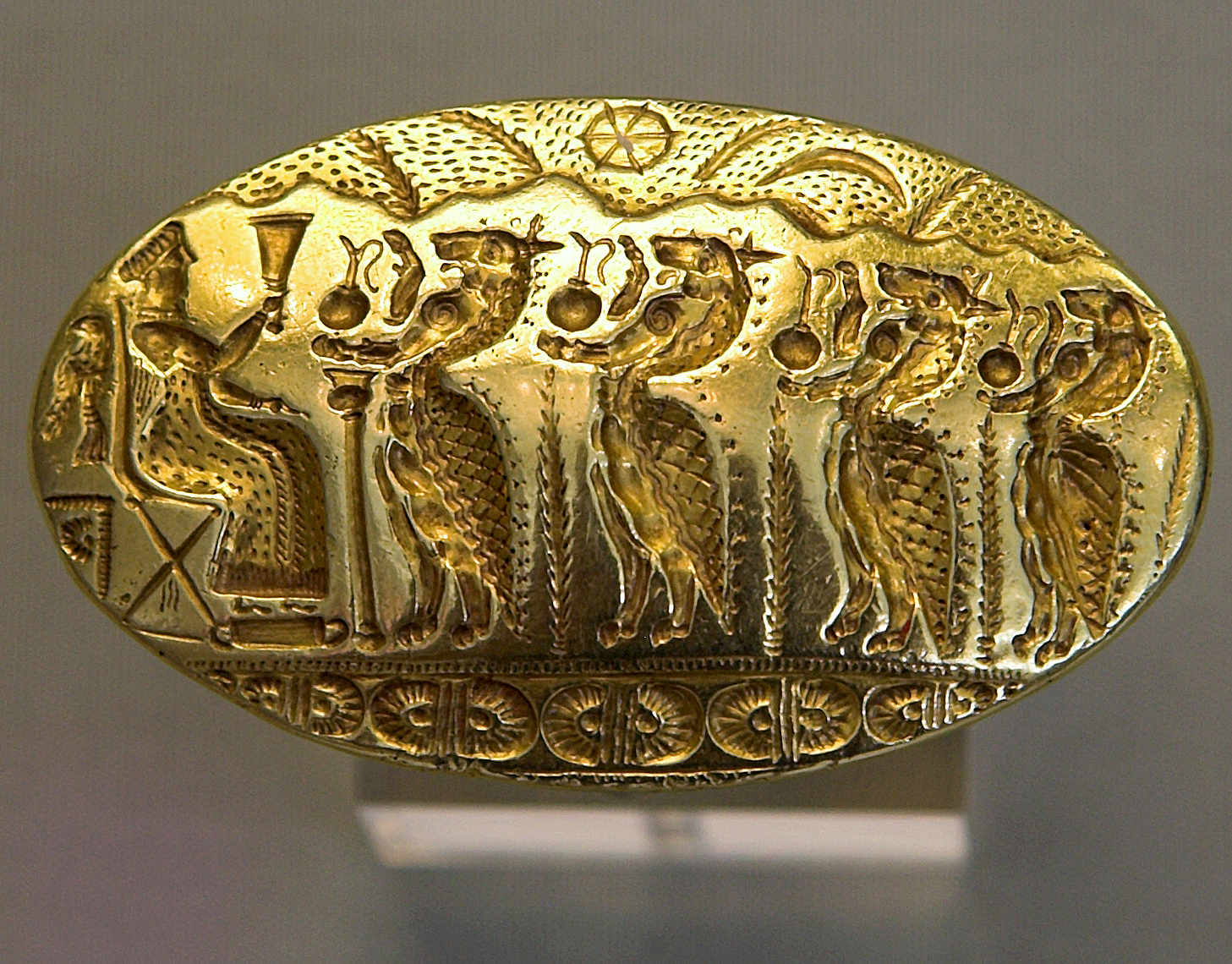
Pour comparaison : bague en or de Tirynthe, avec scène d'offrande à une déesse par des démons. NAMA 6208, Mycénien moyen.

### Tombe V

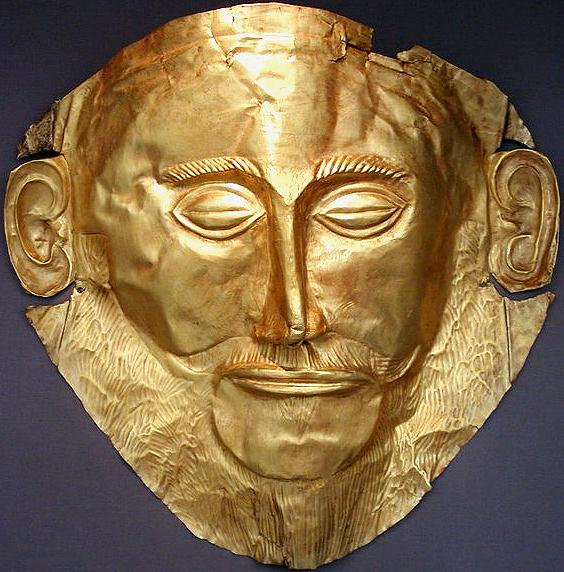
Masque « d'Agamemnon ». Découvert par Schliemann en 1876, lors des fouilles des tombes du cercle A. Authenticité du masque incertaine. De plus, les tombes du cercle A sont datées du, environ trois siècles avant l'histoire ou le mythe d'Agamemnon et de la guerre de Troie. Cercle A, tombe V, NAMA 624,.

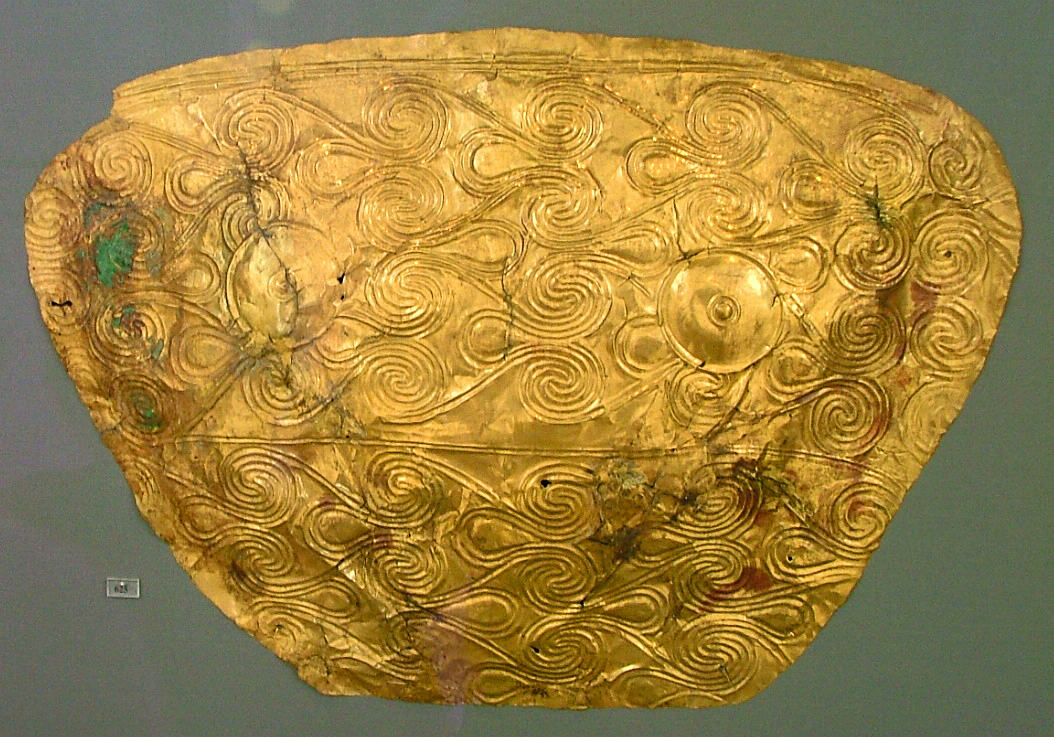
Pectoral en or. Décor repoussé de spirales et de feuilles. Cercle A, tombe V, NAMA 625.

La tombe V (tombe I selon Schliemann) fut la première tombe découverte par Heinrich Schliemann. En raison de fortes pluies, la tombe s'est remplie d'eau et il a été contraint de continuer à creuser ailleurs. Ce n'est qu'à la fin de la campagne qu'il découvrit complètement la tombe. Au-dessus se trouvaient trois stèles funéraires représentant une scène de char. La stèle la plus connue est répertoriée sous le numéro d'inventaire NAMA 1428.
La chambre funéraire A été creusée dans la roche à 5 mètres de profondeur au nord et au sud-est. Le rocher étant incliné vers l'ouest, la tombe n'est qu'à 3,30 m de profondeur de ce côté. La tombe a une longueur de 6,45 m et une largeur de 3,25 m en haut, et s'élargit jusqu'à 3,45 m jusqu'au fond de la roche. Sur les quatre côtés, les murs inférieurs en maçonnerie cyclopéenne mesuraient 0,90 m de haut et 0,60 m d'épaisseur. Un mur d'ardoise d'environ 2 m de haut reposait au-dessus. Le coin nord-ouest de la tombe jouxte le mur de soutènement intérieur de l'anneau de dalles.
Dans la tombe V étaient enterrés trois hommes, la tête vers l'est. Le corps médian avait déjà été pillé à l'époque mycénienne. Les ajouts les plus précieux semblent avoir été retirés. Dans le sol se trouvaient des boutons en or que les voleurs avaient laissés derrière eux, ainsi que des éclats mycéniens tombés dans la fosse pendant ou après le creusement. Les deux morts, enterrés au nord et au sud, portaient des masques et des cuirasses en or : c'est le masque du côté sud qui a été baptisé par Schliemann « masque d'or d'Agamemnon ». Comme les trois morts étaient d'assez grande taille (plus de 1,65 m), ils gisaient, la tête appuyée contre le mur est, le menton appuyé contre la poitrine. Le corps nord, encore très bien conservé, a été estimé à environ 35 ans. Schliemann pensait qu'il avait peut-être été momifié.
De nombreux couteaux, épées et outils en bronze ont été trouvés dans les objets funéraires à gauche et à droite des morts. Trois couteaux de bronze étaient incrustés d'or et d'argent. Plusieurs coupes et vases en or ont été trouvés, et des vases en cuivre à leur pied.
À noter une boîte hexagonale en bois, dont six feuilles d'or ont été conservées, attachées à la boîte. Deux sont décorées de motifs en spirale, deux autres montrent un lion chassant une antilope et les deux derniers montrent un lion chassant un cerf.

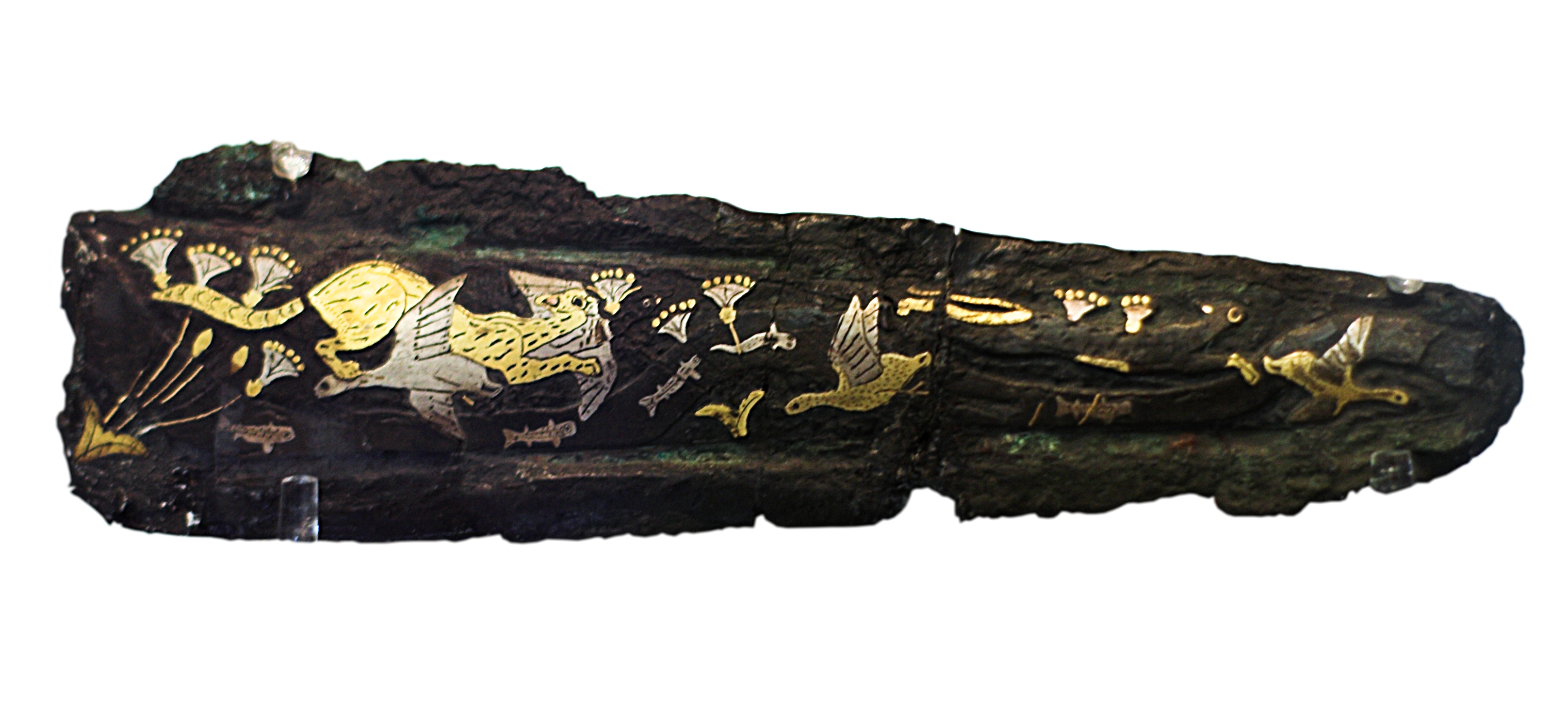
Dague en bronze à décor de paysage nilotique. Des félins chassent des oiseaux aquatiques parmi des fleurs de papyrus. Cercle funéraire A, tombe V, NAMA 765,

### Tombe VI
La tombe VI a été découverte lors de fouilles ultérieures par Stamatakis. Une stèle funéraire non décorée se dressait au-dessus de la tombe. Avec 3,15 m de long et 1,85 m de large, c'était la plus petite des tombes. Elle était située dans la partie nord-ouest du cercle funéraire et se trouvait partiellement sous l'anneau de plaques. D'abord un homme a été enterré dans la tombe. Plus tard, lorsque le corps fut décomposé, les os furent écartés et un autre homme fut enterré, la tête tournée vers l'est. Les os de ces deux cadavres sont dans le meilleur état de conservation de tout le cercle A. Des armes et des outils en bronze reposaient des deux côtés des cadavres. Une coupe en or a été trouvée à la tête et, aux pieds, des vases en céramique. Les vases en argile aux peintures mates et brillantes sont similaires à ceux de la tombe I. On suppose donc que ces tombes ont été creusées en même temps.

### Autres tombes
Schliemann a trouvé une petite tombe de l'helladique moyen à l'est de la tombe III, qu'il n'a pas décrite en détail. Puis Stamatakis a découvert quatre autres tombes de l'helladique moyen dans la partie orientale du cercle funéraire A. Il n'a pas non plus documenté les circonstances de la découverte, car elles ne contenaient que de simples objets funéraires. Les céramiques trouvées sont datées de la fin de la période helladique moyenne (MH III).

### L'anneau d'orthostates
Vers 1250 av. JC, lors de la construction des remparts cyclopéens de la ville, il fut décidé d'inclure les anciens tombeaux royaux à l'intérieur de l'enceinte. C'est pour cette raison qu'un mur de soutènement incliné vers l'extérieur a été construit entre les tombes et le nouveau mur et que la zone au-dessus des tombes a été remplie de terre jusqu'à obtenir une surface presque plane, alors que l'espace entre le mur de la ville et le mur de soutènement n'a pas été empli. À l'est, la roche a été aplanie, si bien que la partie est ne dominait finalement que d'environ 1,35 m la zone rapportée.

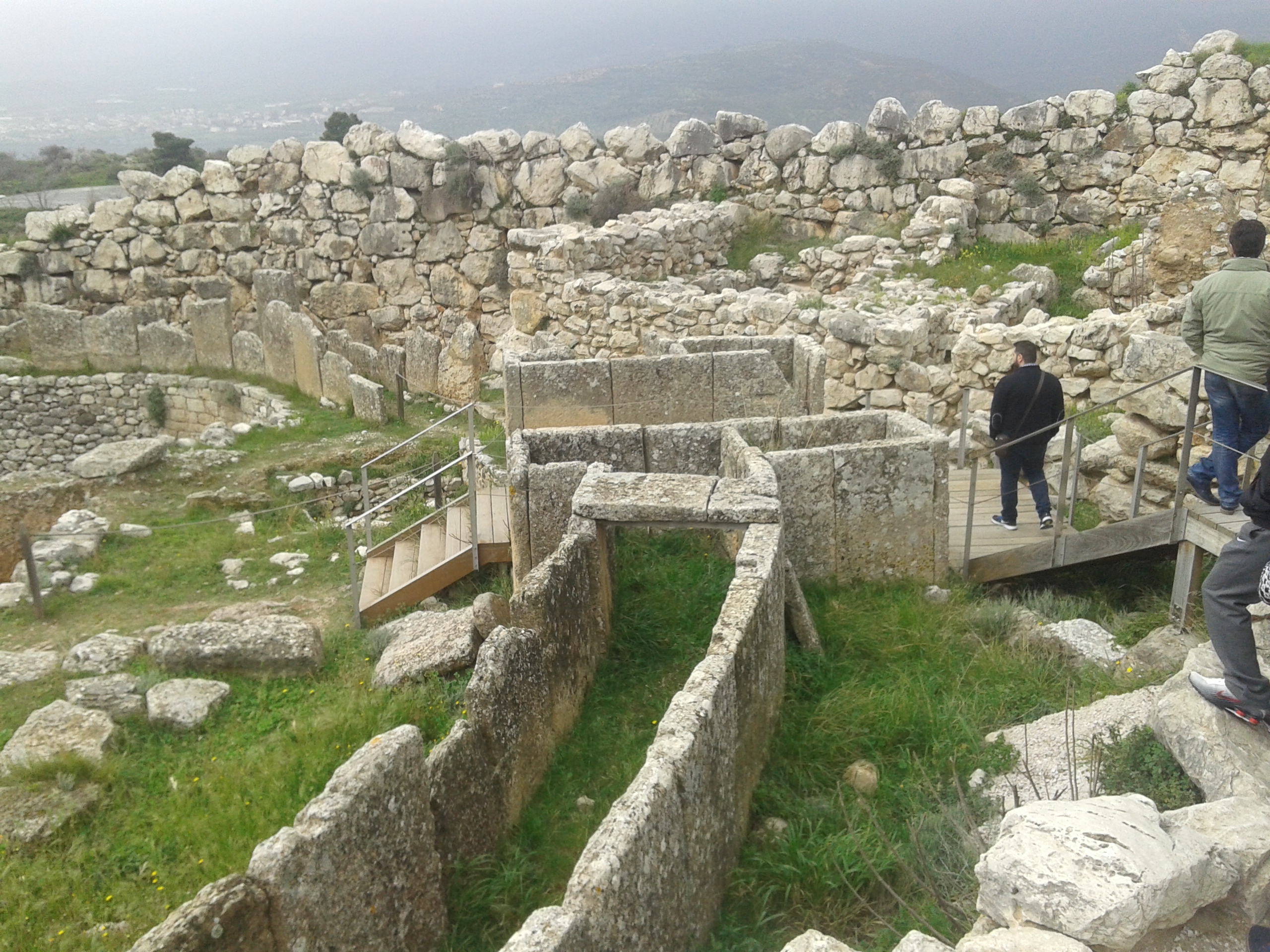
L'entrée du double anneau de dalles dressées et le mur d'enceinte de la citadelle.

Le double anneau d'orthostates (dalles dressées et alignées) a été construit sur ce sous-sol, à partir de dalles de calcaire d'eau douce de type oolithique. Deux anneaux de dalles concentriques ont été construits : un intérieur d'un diamètre d'environ 25 m et un extérieur d'environ 28 m. Les anneaux étaient presque circulaires : seulement au nord-ouest, le cercle était légèrement bombé pour contenir entièrement la tombe V.
Les deux anneaux de dalles sont distants d'environ 1,40 m ; la distance n'est réduite qu'à l'est, près de la rampe. La largeur des dalles varie entre 0,43 m et 1,32 m. À l'est, là où les dalles reposent directement sur la roche, des rainures circulaires pour accueillir les dalles ont été creusées dans la roche. Les panneaux de l'est ont une hauteur totale d'environ 1,34 à 1,45 m, tandis que ceux de l'ouest mesuraient plus de 2 mètres de haut. Bien que les dalles occidentales aient été enfouies plus profondément que celles de l’est, elles ont également pu s’élever plus haut du sol, afin de compenser la différence de hauteur. Des fragments de pierre ont été retrouvés sur le chantier, montrant que les dalles ont été préparées sur place.
L'espace entre les anneaux de pierres dressées était probablement rempli de terre. Les panneaux opposés étaient reliés par des barres transversales pour empêcher que leur espacement de varier. Cependant, les plaques adjacentes n’étaient pas connectées. Les plaques de recouvrement reposaient sur les anneaux concentriques.
Au nord de l'anneau d'orthostates se trouve une entrée de 2,50 m de large in antis. Le seuil de la porte est constitué de trois grandes dalles de pierre. À l'ouest, sous le cercle funéraire A, se trouvaient les tombes royales, au-dessus desquelles les pierres tombales étaient placées avec le côté de l'image tourné vers l'ouest. Quelques dalles du pavage d'origine sont encore conservées à l'est du cercle funéraire. Schliemann soupçonnait que la tombe constituait une sorte d'agora. Aujourd’hui, cependant, on suppose que le complexe était plutôt voué au culte des héros.

### Les stèles funéraires

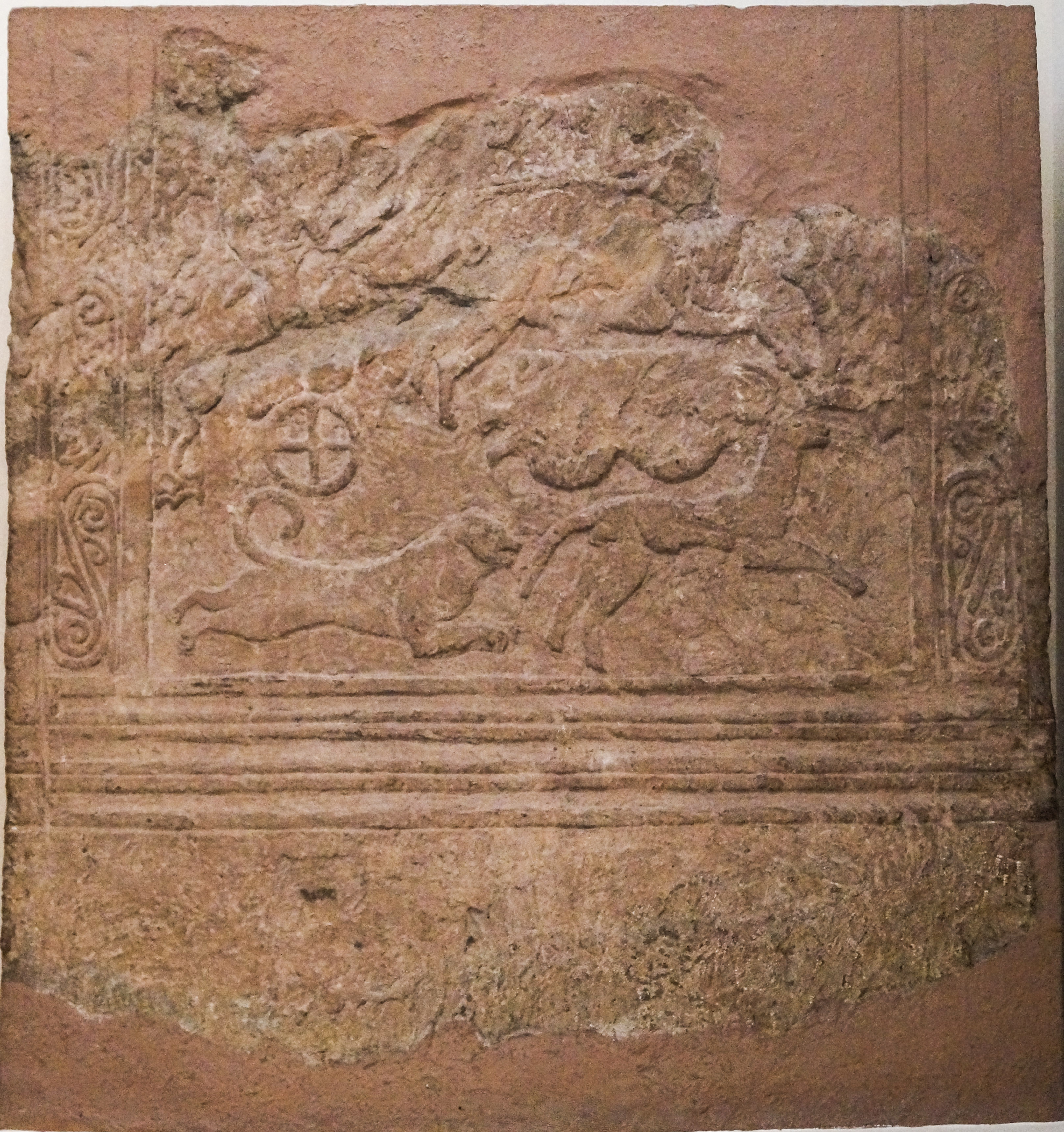
Stèle funéraire NAMA 1427, en pierre de Poros. Le panneau principal montre un char tiré par deux chevaux, avec un conducteur debout. Le panneau inférieur montre un lion bondissant sur un cerf. Cercle A, tombe V, vers -1600.

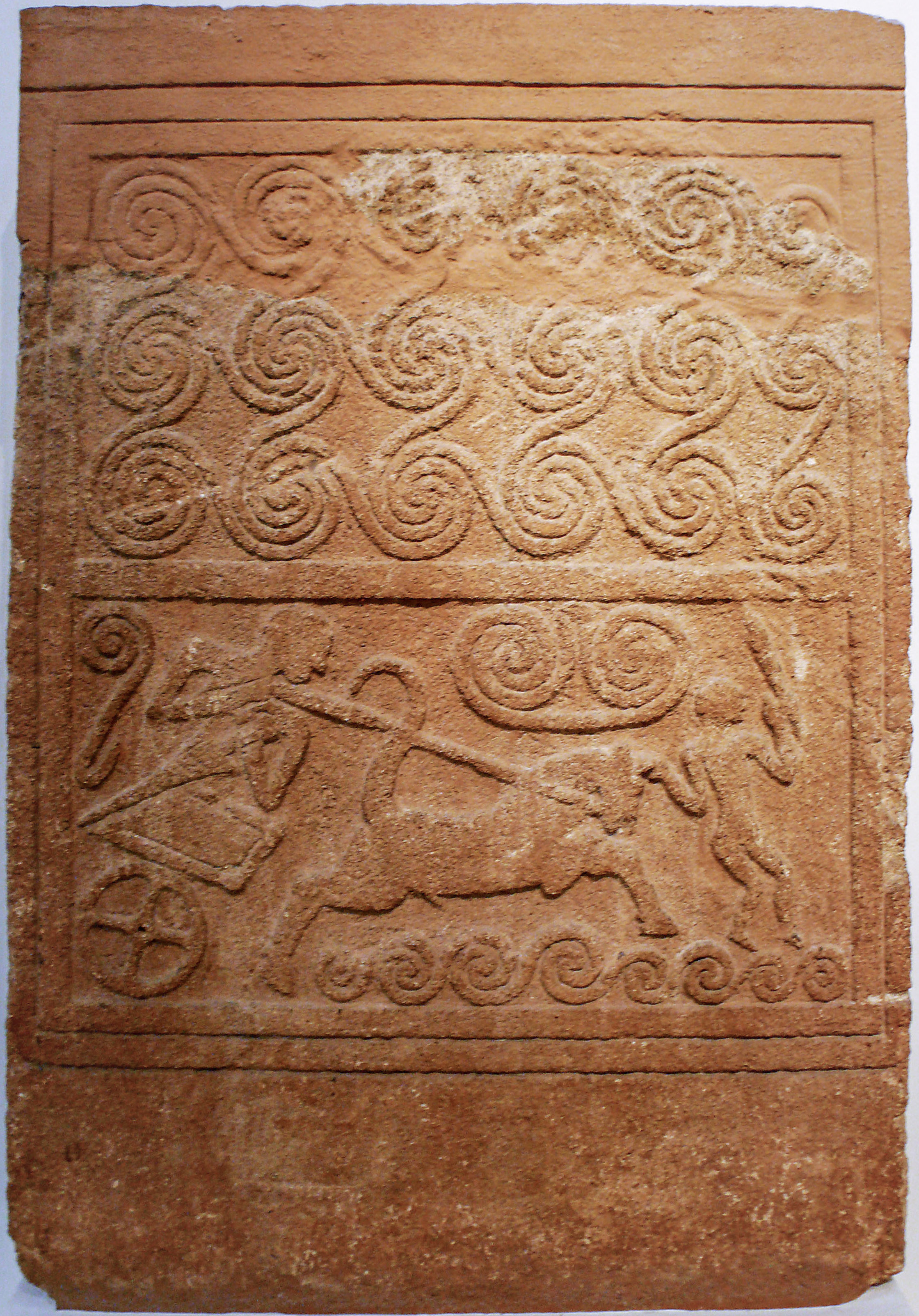
Stèle NAMA 1428, avec représentation d'une scène de chasse, avec un char léger et deux hommes, l'un tenant une arme. Cercle A, tombe V, vers -1600.

En plus des stèles non sculptées ont été découverts six stèles en relief et 26 autres fragments en relief. Dix fragments avec des représentations figuratives pourraient être attribués à au moins cinq autres stèles, menant à un total d'au moins onze stèles en relief. Les stèles funéraires présentent des motifs géométriques tels que des spirales ou serpentins, et quelques-unes comportent en outre des conducteurs de chars de guerre ou des scènes de chasse. En raison du choix des scènes, on a supposé que seuls les tombes d'hommes comportaient des stèles funéraires décorées, mais cela n’a pas encore été clairement prouvé. Neuf stèles ont été attribuées à neuf hommes différents. Comme le sexe des deux enfants enterrés dans la tombe III n'a pu être déterminé, il reste possible qu'il s'agisse de deux garçons et que les stèles funéraires restantes puissent alors être attribuées à eux deux.
L'âge des stèles à reliefs n'est pas encore clairement déterminé. L'archéologue autrichien Wolfgang Reichel, qui a examiné les stèles en détail en 1893, a découvert que la pierre tombale NAMA 1427 et quatre autres fragments étaient constitués d'une pierre différente de la majorité : la plupart des stèles et des fragments sont constitués du même calcaire d'eau douce à partir duquel ont été fabriquées les dalles de l'anneau de d'orthostates, mais la stèle NAMA 1427 est faite d'un calcaire gris tendre extrait sur place, tandis que trois fragments proviennent d'un calcaire blanc plus dense et qu'un fragment est constitué d'un calcaire rougeâtre plus dense. Ces pièces diffèrent également sur le plan stylistique : le relief est toujours peu prononcé, mais la représentation est plus détaillée et plus vivante que sur les stèles en calcaire d'eau douce. Reichel a donc supposé que seules la stèle NAMA 1427 et les quatre fragments remontaient au XVIe siècle av. J.-C., et que les autres stèles dataient seulement du XIIIe siècle av. J.-C.. Elles ont été fabriquées en même temps que les dalles de l'anneau de dalles dressées : peut-être étaient-elles destinées à remplacer des stèles endommagées.
Cependant, on suppose aujourd'hui que les stèles datent du XVIe siècle av. J.-C.. L'ornementation mycénienne ancienne des stèles funéraires se retrouve sur de nombreux objets funéraires provenant des tombes à puits ; elle est encore partiellement présente dans les premières tombes à coupole, toutefois bientôt remplacée par de nouveaux motifs.

## Sources
- (en) Carla Maria Antonaccio, An Archaeology of Ancestors: Tomb Cult and Hero Cult in Early Greece, Lanham, MD, Rowman and Littlefield Publishers, Incorporated, 1995 (ISBN 978-0-8476-7942-3, lire en ligne)
- (en) John Bennet, A New Companion to Homer, Leiden, New York and Köln, Brill, 1997, 511–534 p. (ISBN 978-90-04-09989-0, lire en ligne), « 23. Homer and the Bronze Age »
- Bryan E. Burns, Mycenaean Greece, Mediterranean Commerce, and the Formation of Identity, New York, NY, Cambridge University Press, 2010 (ISBN 978-0-521-11954-2, lire en ligne)
- (en) Rodney Castleden, Mycenaeans, London and New York, Routledge, 2005 (ISBN 978-0-415-36336-5, lire en ligne)
- (en) Oliver Dickinson, « Invasion, Migration and the Shaft Graves », Bulletin of the Institute of Classical Studies, vol. 43, no 1,‎ décembre 1999, p. 97–107 (DOI 10.1111/j.2041-5370.1999.tb00480.x)
- (en) Oliver Dickinson, The Origins of Mycenaean Civilization, Götenberg, Paul Aströms Förlag, 1977
- (en) Arthur J. Evans, The Palace of Minos: a comparative account of the successive stages of the early Cretan civilization as illustred by the discoveries at Knossos (Band 3): The great transitional age in the northern and eastern sections of the Palace (London, 1930), London, 1930 (lire en ligne)
- (en) Nic Fields et Donato Spedaliere, Mycenaean Citadels c. 1350-1200 BC, Oxford, Osprey Publishing, 2004 (ISBN 978-1-84176-762-8, lire en ligne)
- (en) Jeannette Forsén, The Twilight of the Early Helladics, Partille, Paul Aströms Förlag, 1992 (ISBN 978-91-7081-031-2, lire en ligne)
- (en) Charles Gates, Ancient Cities: The Archaeology of Urban Life in the Ancient Near East and Egypt, Greece, and Rome, New York, New York, Routledge, 2003 (ISBN 978-0-415-12182-8, lire en ligne)
- (en) Richard G. Geldard, The Traveler's Key to Ancient Greece: A Guide to Sacred Places, Wheaton and Chennai, Quest Books Theosophical Publishing House, 2000 (ISBN 978-0-8356-0784-1, lire en ligne)
- (en) Giampaolo Graziadio, « The Process of Social Stratification at Mycenae in the Shaft Grave Period: A Comparative Examination of the Evidence », American Journal of Archaeology, vol. 95, no 3,‎ juillet 1991, p. 403–440 (DOI 10.2307/505489, JSTOR 505489, lire en ligne [archive du 13 juillet 2011], consulté le 9 mars 2011)
- (en) Christian Heitz, « Burying the Palaces? Ideologies in the Shaft Grave Period. », University of Heidelberg,‎ 2008, p. 1–38 (DOI 10.11588/propylaeumdok.00000089, lire en ligne, consulté le 11 mars 2011)
- (en) Maria Hielte, « Sedentary versus Nomadic Life-Styles: The 'Middle Helladic People' in southern Balkan (late 3rd & first Half of the 2nd Millennium BC) », Acta Archaeologica, vol. 75, no 2,‎ décembre 2004, p. 27–94 (DOI 10.1111/j.0065-001X.2004.00012.x)
- (en) Hood, Sinclair, The Arts in Prehistoric Greece, 1978, Penguin (Penguin/Yale History of Art),  (ISBN 0140561420)
- (en) Nobuo Komita, « The Grave Circles at Mycenae and the Early Indo-Europeans », Research Reports of Ikutoku Technical University, no A-7,‎ 1982, p. 59–70 (lire en ligne)
- Ian Morris et Barry B. Powell, The Greeks: History, Culture, and Society, Boston, Columbus, Indianapolis, New York and San Francisco, Prentice Hall, 2010 (ISBN 9780205697342, lire en ligne)
- (en) M.A. Littauer et J.H. Crouwel, « Robert Drews and the Role of Chariotry in Bronze Age Greece », Oxford Journal of Archaeology, vol. 15, no 3,‎ 1996, p. 297–305 (DOI 10.1111/j.1468-0092.1996.tb00087.x)
- (en) George Emmanuel Mylonas, Ancient Mycenae: The Capital City of Agamemnon, Princeton, NJ, Princeton University Press, 1957 (lire en ligne)
- (en) Richard T. Neer, Greek Art and Archaeology: A New History, c. 2500-c. 150 BCE, New York, NY, Thames & Hudson, 2012 (ISBN 978-0-500-28877-1, OCLC 745332893, lire en ligne)
- (en) John Griffiths Pedley, Greek Art and Archaeology, Upper Saddle River, NJ, Prentice Hall, 2012 (ISBN 978-0-205-00133-0, lire en ligne)
- (en) Daniel Pullen, The Cambridge Companion to the Aegean Bronze Age, Cambridge and New York, Cambridge University Press, 2008, 19–46 p. (ISBN 978-0-521-81444-7), « The Early Bronze Age in Greece »
- (en) David Sansone, Ancient Greek Civilization, Malden, Oxford and Carlton, Blackwell Publishing Ltd, 2004 (ISBN 978-0-631-23236-0, lire en ligne )
- (en) Sharon R. Stocker et Jack L. Davis, « The Combat Agate from the Grave of the Griffin Warrior at Pylos », Hesperia: The Journal of the American School of Classical Studies at Athens, vol. 86, no 4,‎ 2017, p. 588–589 (DOI 10.2972/hesperia.86.4.0583, JSTOR 10.2972/hesperia.86.4.0583)